# Waldfriedhof Herne
| Waldfriedhof Herne         | Waldfriedhof Herne  |
| -------------------------- | ------------------- |
| Trauerhalle                |                     |
| Land:                      | Deutschland         |
| Bundesland:                | Nordrhein-Westfalen |
| Ort:                       | Herten              |
| Eröffnung:                 | Juli 1916           |
| Älteste bekannte Belegung: | 9. Juli 1916        |

Der Waldfriedhof Herne entstand in den Jahren 1914 bis 1924 als Kommunalfriedhof des damaligen Amtes Wanne und wurde in der Folge bis zur Zusammenlegung der Städte Wanne-Eickel und Herne zur neuen Stadt Herne als Waldfriedhof Wanne-Eickel geführt (Lage). Der an der Ewaldstraße 476 liegende Friedhof schließt derzeit ein Areal von rund 24 Hektar ein, wobei der rund acht Hektar umfassende Nordteil bislang nicht für Bestattungen genutzt wurde und mit Laubbäumen dicht bestanden ist. Eine Besonderheit des Friedhofes ist der Umstand, dass er seit seiner Anlage auf dem Gebiet der Stadt Herten liegt. Auf den Kriegsgräberstätten zu Ehren der Toten des Ersten und Zweiten Weltkriegs fanden mehr als 1600 Opfer ihre letzte Ruhestätte. Der jüdische Teil ist ein unter Denkmalschutz stehendes Baudenkmal, eingetragen in der Liste der Baudenkmäler der Stadt Herten seit dem 2. Juni 2008 (Denkmalnummer 89).

## Geschichte
Der Waldfriedhof entstand, da sich innerhalb der Gemeinde Wanne keine Möglichkeit auftat, ein größenmäßig ausreichendes Grundstück zu finden, das sowohl nach gesundheitlichen Erwägungen als auch nach künstlerischen Aspekten den Anforderungen genügte. Daher wurde zunächst in Eickel der Stallbergsche Hof erworben, er erwies sich letztlich aber als für den angedachten Zweck ungeeignet. Schließlich konnte nach langwierigen Verhandlungen aus dem Besitz der Grafen von Nesselrode-Reichenstein auf Schloss Herten ein Rund 15 Hektar großes Areal im Hertener Wald an der Ewaldstraße auf dem Gebiet der Stadt Herten angekauft werden. Um ein bestmögliches Ergebnis zur Klärung der ungünstigen Grundwasserverhältnisse herbeizuführen und den vorgefundenen Baumbestand in den anzulegenden Friedhof optimal zu integrieren, wurde dann im Herbst 1914 ein Wettbewerb ausgelobt. Aus den 57 vorgelegten Entwürfen wurde der Träger des Zweiten Preises mit der Ausführung der Anlage betraut, der in der Folge auch zum Leiter der Garten- und Forstverwaltung avancierte. In der Mitte des Jahres 1915 begannen die Arbeiten zum Ausbau des Friedhofs. Wegen der angesprochenen Grundwasserproblematik war die Anlage von zehn bis zwölf Meter breiten und drei bis vier Meter tiefen Entwässerungsgräben nötig. Mit ihnen konnte eine ausreichende Absenkung des Grundwasserspiegels erzielt und somit die erforderliche Trockenheit und hygienische Unbedenklichkeit von Bestattungen hergestellt werden. Seit deren Abschluss wirkt der sandige Untergrund wie ein Filter.:146
Nach dem Ersten Weltkrieg fanden in den Jahren 1923 und 1924 in größerem Umfang Notstandsarbeiter Einsatz auf dem Waldfriedhof und stellten unter Bewegung großer Erdmassen die Entwässerungsanlage fertig. Im Zuge der Gesamtarbeiten musste der Bestand an Kiefern des ursprünglichen Waldes gerodet werden und auch die Eichen überstanden die Veränderungen nicht, doch ersetzten die Neupflanzungen diesen Verlust bereits nach wenigen Jahren. Der Boden begünstigte besondere Pflanzenarten. Dies sind im Besonderen unter den Bäumen die amerikanische Eiche und bei Sträuchern die Alpenrose. Die Entwässerungsgräben wurden durch besondere Anpflanzungen der Betrachtung der Besucher weitgehend entzogen.:146
Die erste Beisetzung auf dem damaligen Waldfriedhof Wanne fand am 9. Juli 1916 statt. Bis Mitte Juni 1925 folgten rund 2300 weitere. Entlang der Hauptwege und auf zusammenhängenden besonderen Abteilungen bestand die Möglichkeit eines Wahlgrabes. Die Reihengräberfelder wurden in größeren Abteilungen nach Konfessionen getrennt angelegt.:147 Nördlich der Trauerhalle öffnet sich der an den Torhäusern beginnende Hauptweg zu einer Freifläche, in deren Mitte ein Findling zur Akzentuierung platziert wurde (Lage).
Entsprechend dem Übersichtsplan der Stadt Herne, Fachbereich Stadtgrün (Stand 2009) umfasst der Waldfriedhof 29 Grabstellen für jüdische Bürger, 191 Kindergrabflächen, 1060 Kriegsgrabflächen, 2377 Reihengrabflächen, 25 Sondergrabflächen, 198 Urnenreihengrabflächen, 111 Urnenwahlgrabflächen, 3803 Wahlgrabflächen am Weg und 209 Wahlgrabflächen im Feld.
Im Jahr 2011 kamen auf Grund der auf niedrigem Stand sich bewegenden Bestattungen, 40 im Jahr 2009, 35 in 2010, während der Friedhof auf bis zu 1000 Beerdigungen pro Jahr dimensioniert ist und hoher Infrastrukturkosten der großen Anlage Überlegungen auf, den Friedhof aufzugeben. Hierzu war eine Stadtratsvorlage erarbeitet worden, die in der Sitzung vom 13. November 2011 zur Beratung vorgelegt werden sollte. Die Planung sah eine Anpassung der für Bestattungen vorzuhaltenden Flächen der Stadt an den tatsächlichen Bedarf vor, die aber erst ab dem Jahr 2063 wegen der Nutzungsrechte für Wahlgrabstätten zum Tragen kommen könnte. Aus ähnlichen Erwägungen erfolgte bereits im Jahr 2006 die Auflassung der Friedhöfe Röhlinghausen und Horsthausen. Laut einem Zeitungsartikel in der WAZ vom 13. November 2011 besteht zwischen der Stadt Herne und der Gräflich Nesselrodeschen Verwaltung ein Erbbaurechtsvertrag. Über eine Neunutzung des gesamten Waldfriedhofs kann erst nach 2063 verhandelt werden. Eine vorherige Umwidmung ungenutzter Teile lehnte der Pachtgeber ab, außer die Stadt sei zu einem Ankauf der Flächen bereit. Dieser scheiterte jedoch bereits im Vorfeld an einer zu hohen Forderung.
Nachdem zuvor seit Jahren keine Bestattungen mehr vorgenommen worden waren, wurde am 16. März 2017, mit einer städtischen Sondergenehmigung, ein Opfer des Doppelmordes in Herne beigesetzt.

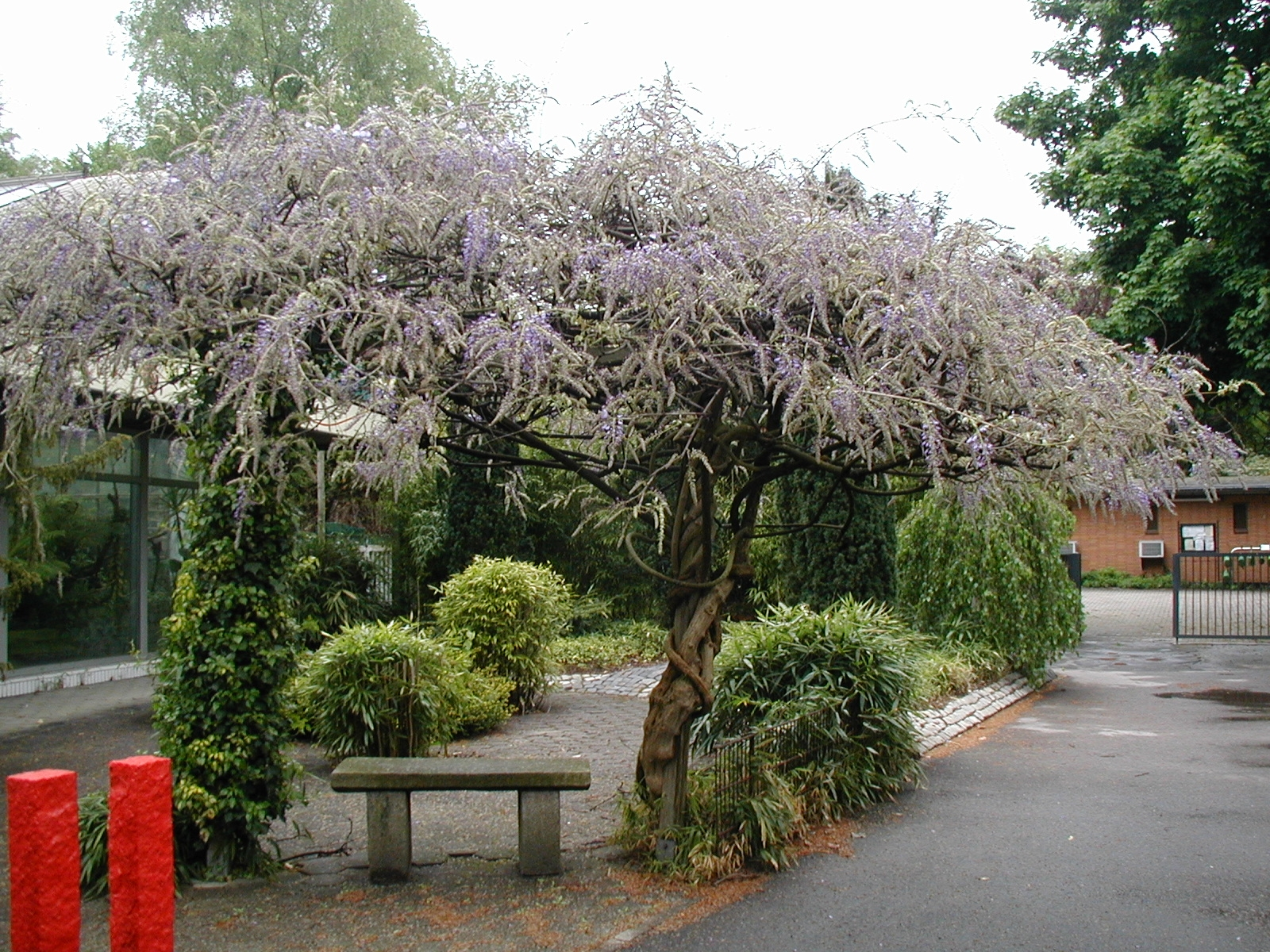
Eingangsbereich (2013)
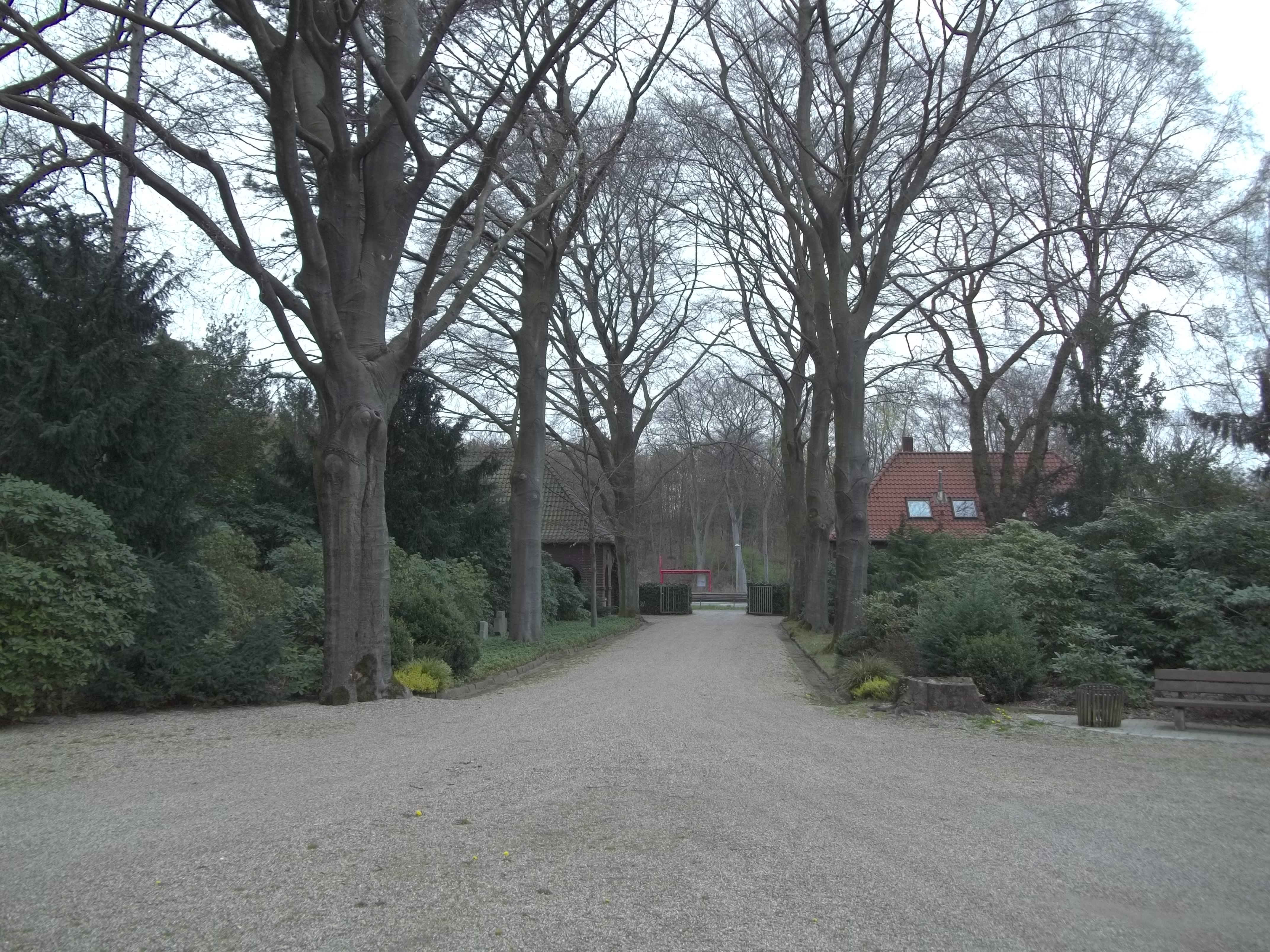
Blick zu den Torhäusern (2013)
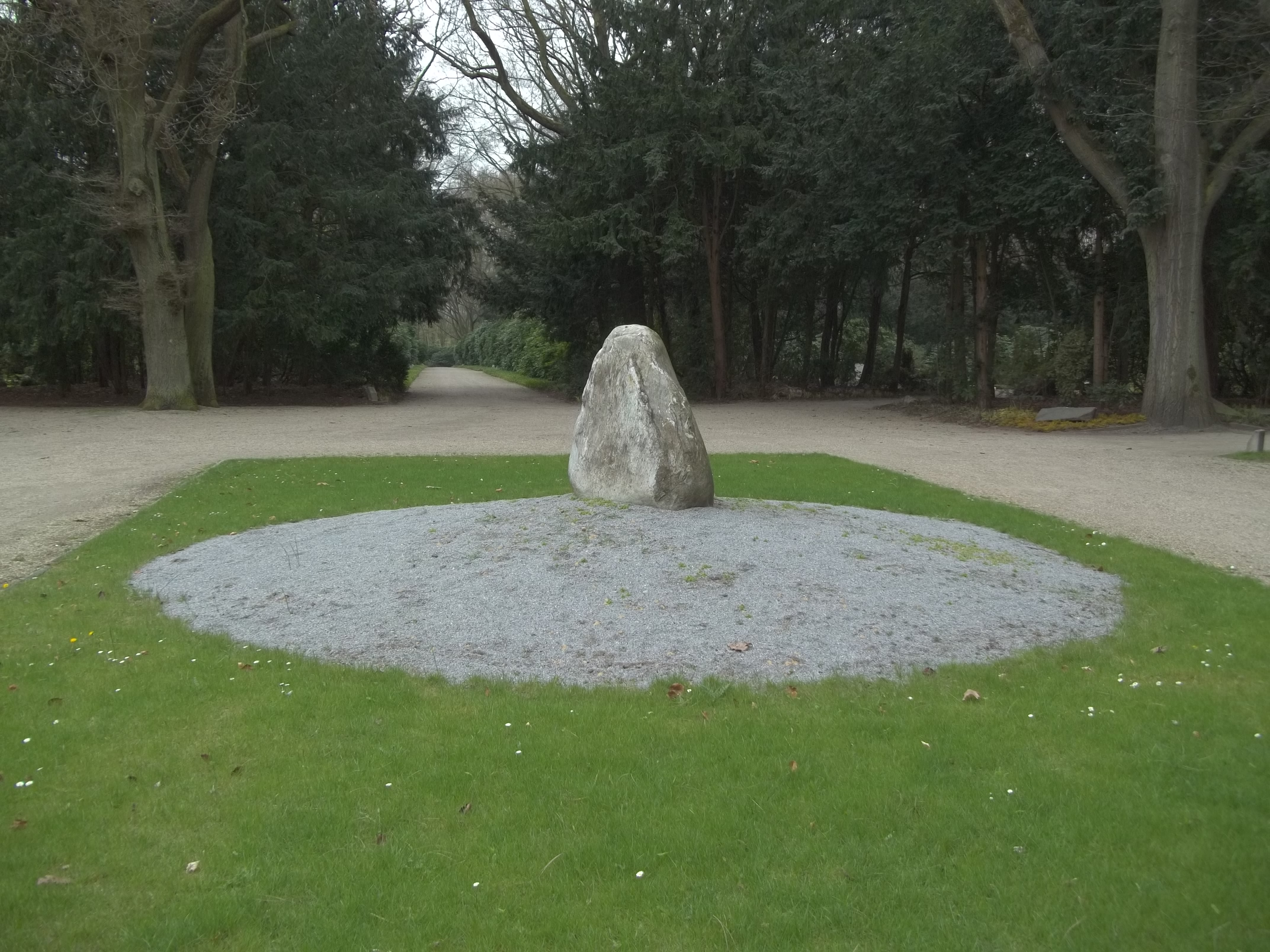
Blick nach Westen aus Richtung der Torhäuser mit Findling (2013)

## Bauten

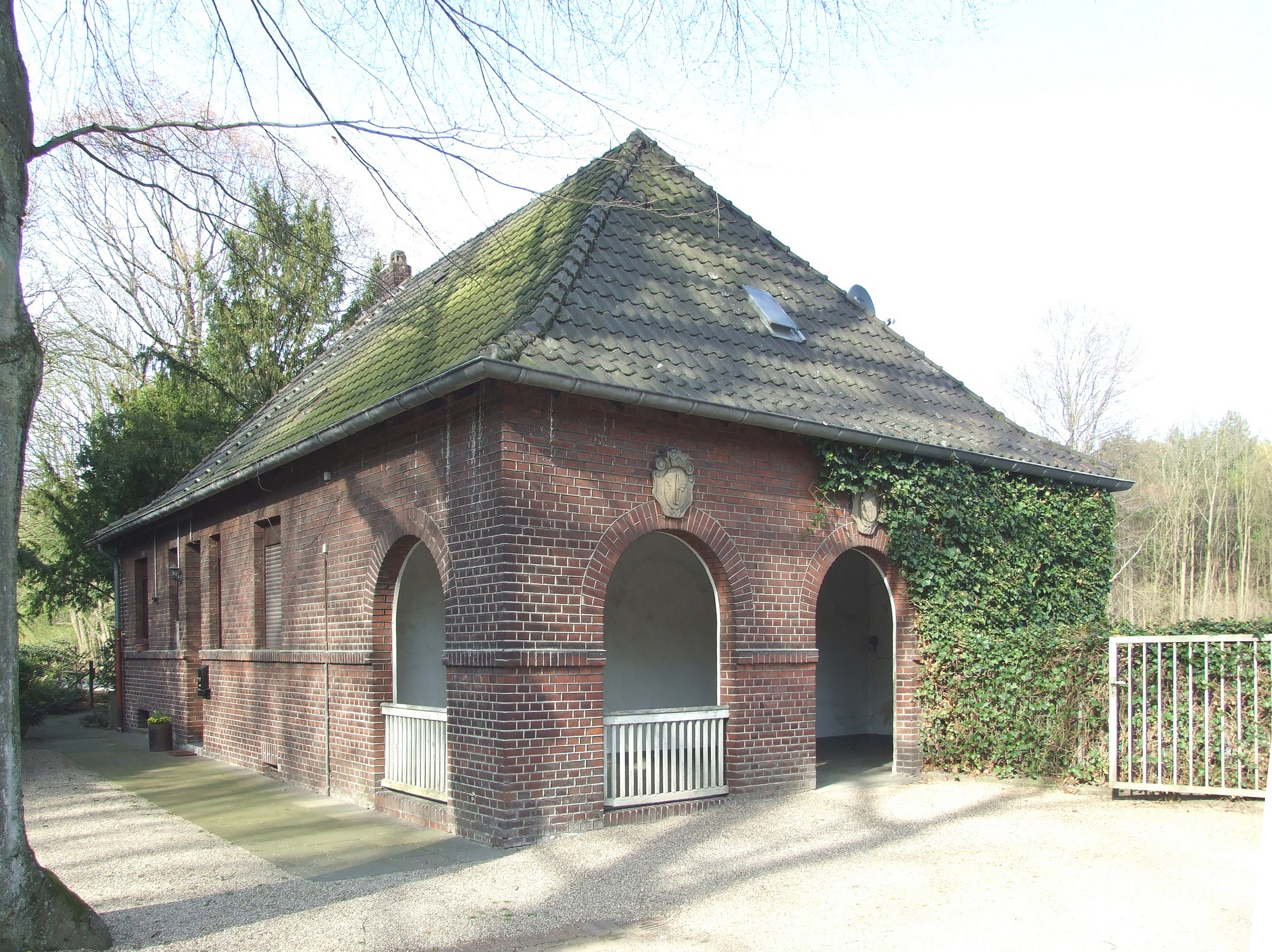
Rechtes Torhaus (2014)

Teil der ursprünglichen Planung des Jahres 1914 war die Errichtung von verschiedenen Gebäuden zur Unterhaltung der Anlage und Friedhofszwecken: Trauerhalle, Leichenaufbewahrungs- und Nebenräume, sowie ein Wohnhaus für die Friedhofsaufsicht nebst Büro. Als Folge des während des Ersten Weltkriegs verhängten Bauverbots konnte erst 1919/20 mit dem Bau einer zunächst provisorischen Leichenhalle und eines Büros im Eingangsbereich begonnen werden. Zugleich folgte in der Gärtnerei die Errichtung einer Werkstatt incl. Lager. Mit dem steten Ausbau der Anlage konnten schließlich im Jahr 1924 auch die benötigten Wohnhäuser erstellt werden. Die beiden eingeschossigen, von einem Walmdach nach oben abgeschlossenen Bauten fassen zugleich als Torhäuser zur linken (Lage) und rechten (Lage) den ursprünglichen Eingang des Waldfriedhofes an der Ewaldstraße. Im Eingangsbereich erfahren sie durch einen jeweils fünfbogigen Laubengang eine besondere Akzentuierung. Über den drei Laubenbögen an den Stirnseiten und den jeweils anschließenden an den Längsseiten zu Straße und Friedhof befanden sich ursprünglich zehn Plaketten. Die durch den Bildhauer Wilhelm Braun geschaffenen Plaketten stellten unter anderem die Wappen der Gemeinden Bickern und Crange dar. Ferner symbolisierten sie Bergbau, Industrie, Landwirtschaft, Schifffahrt und Eisenbahn. Die mittlere am rechten Torhaus zierte das Relief des Amtmannes Friedrich Weiberg, dem „Schöpfer“ des Waldfriedhofs. Von den zehn Plaketten sind lediglich vier an den Gebäuden sichtbar erhalten (Schifffahrt, Bergbau, Eisenbahn und das Wappen von Bickern). Zur Rechten des alten Eingangs entstand die Gärtnerei, welcher auch von Beginn an die für die Park- und weiteren Friedhofsanlagen der Gemeinde benötigten Pflanzen entnommen wurden.:147 Die heutige, in den 1950er Jahren im Ersatz der älteren Kapelle erbaute Trauerhalle (Lage), bildet mit ihren Nebengebäuden den Neuen Eingang des Waldfriedhofes.

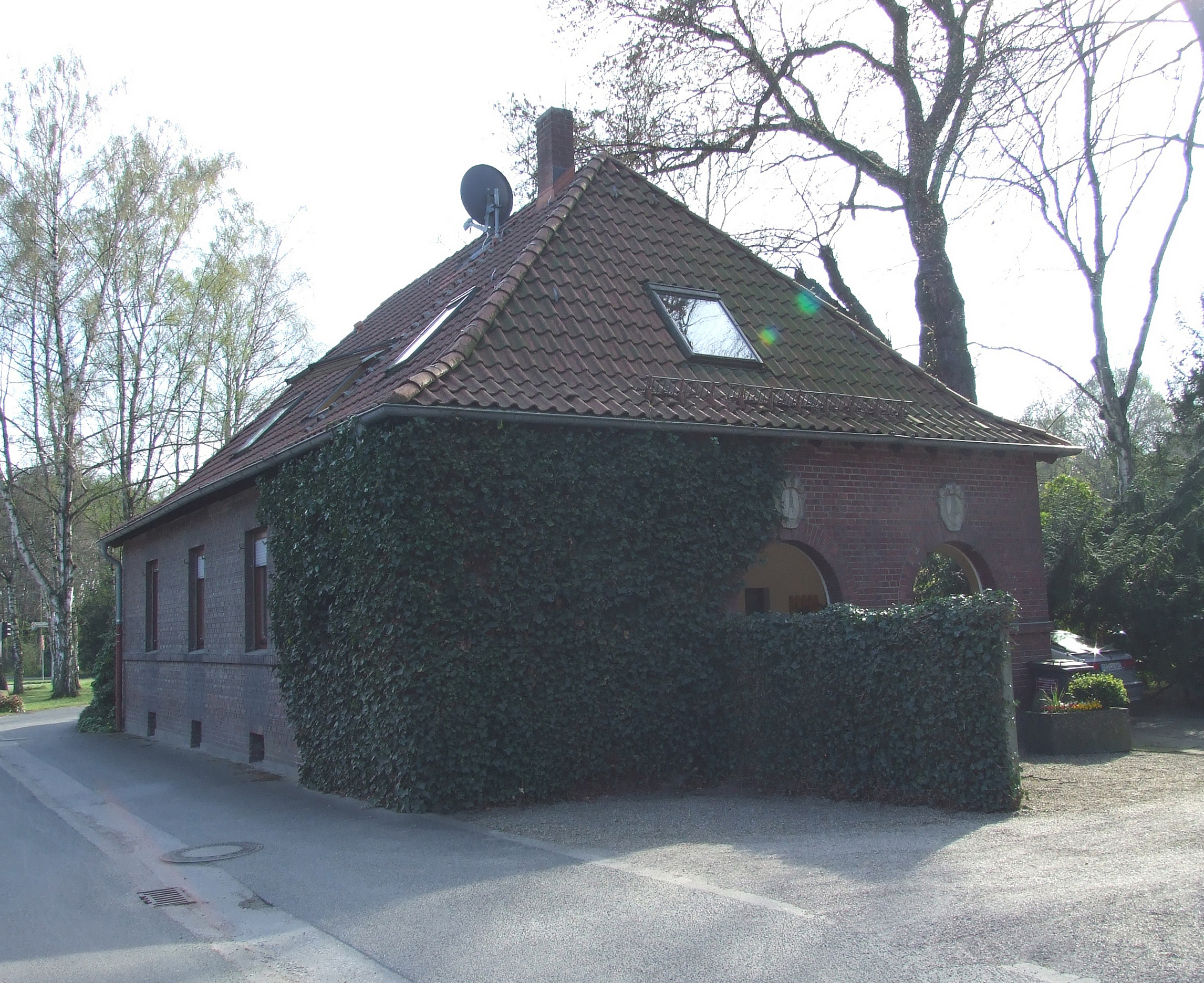
Linkes Torhaus (2014)
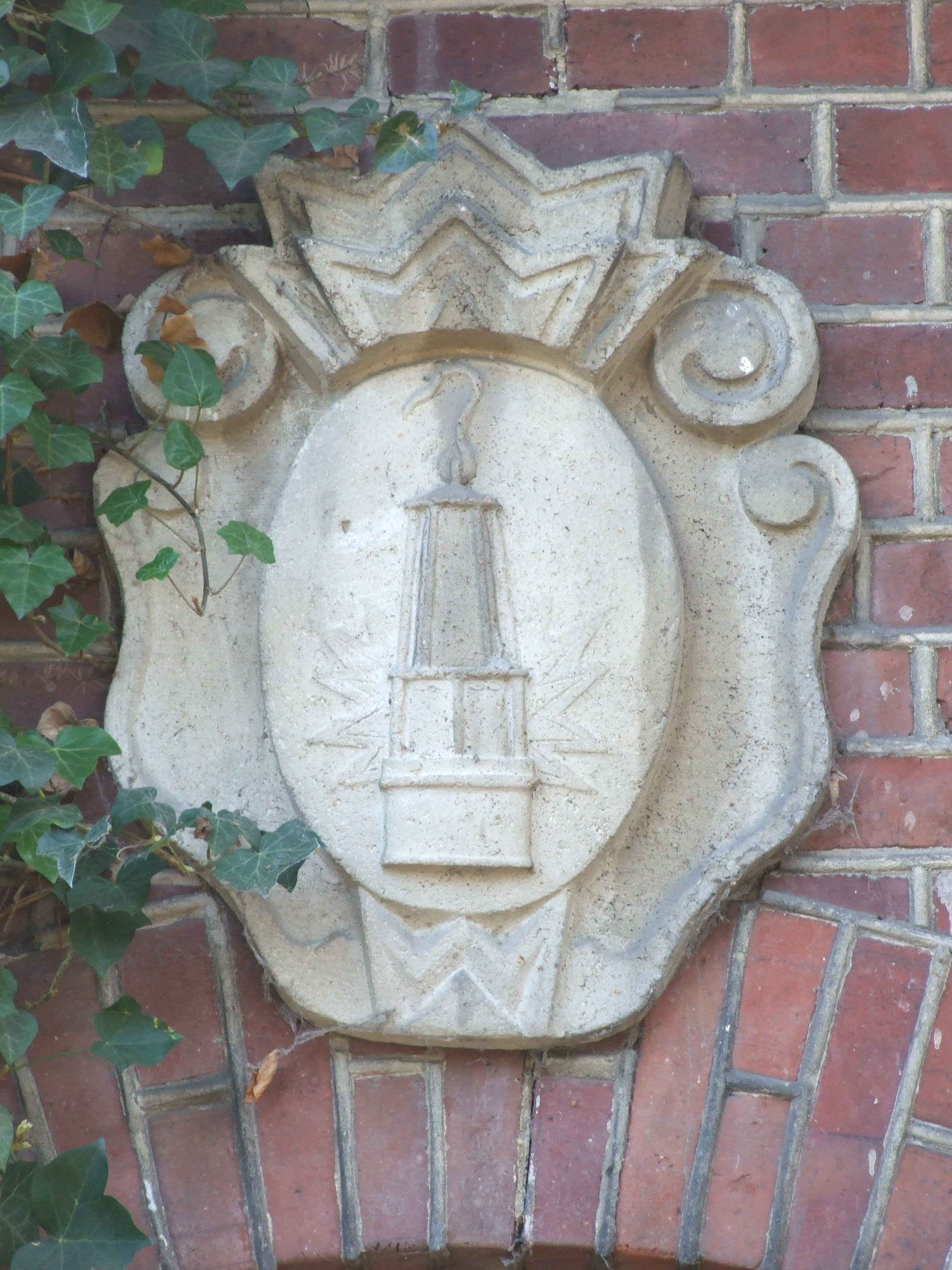
Bergbau (2014)
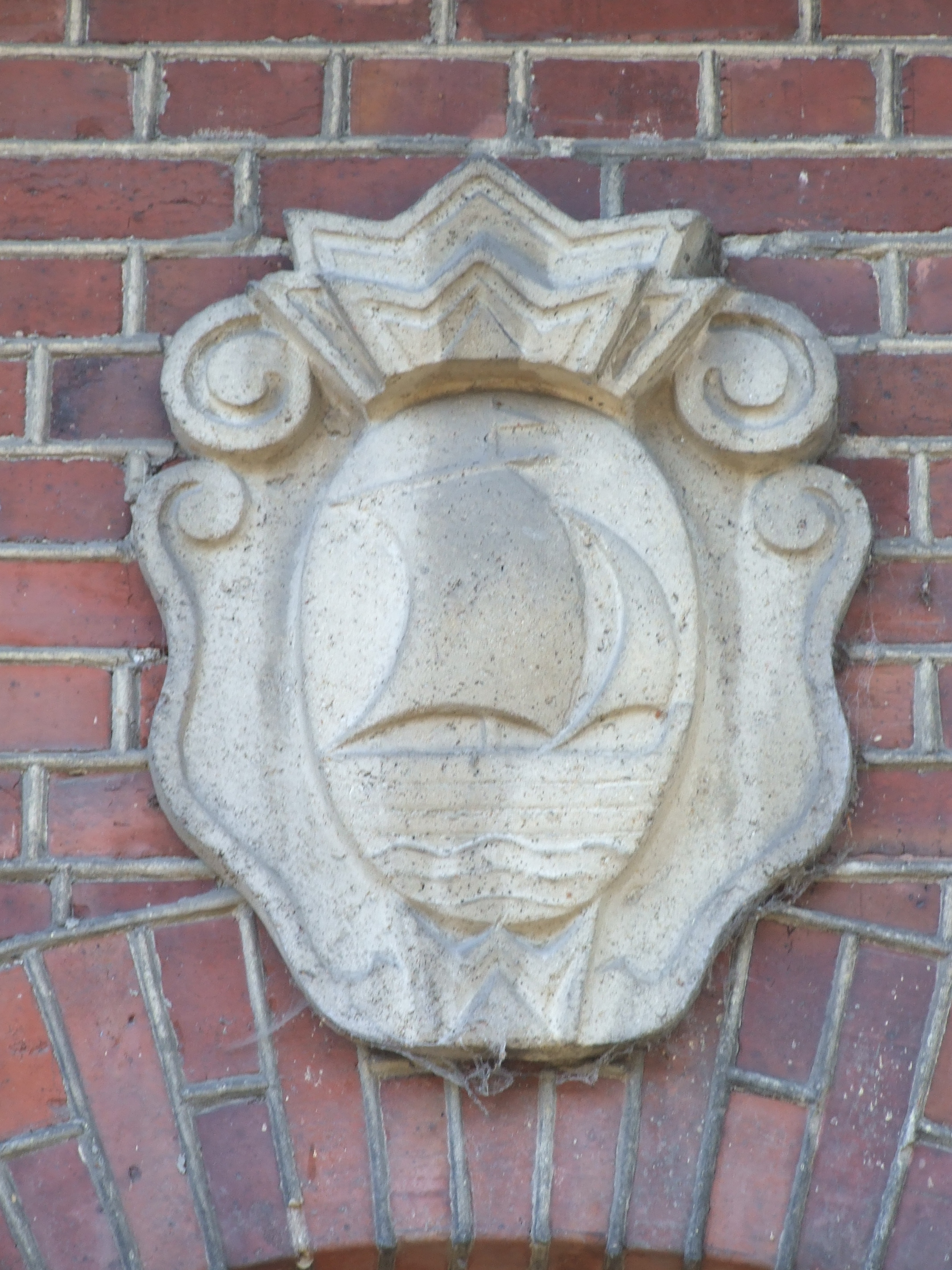
Schifffahrt (2014)
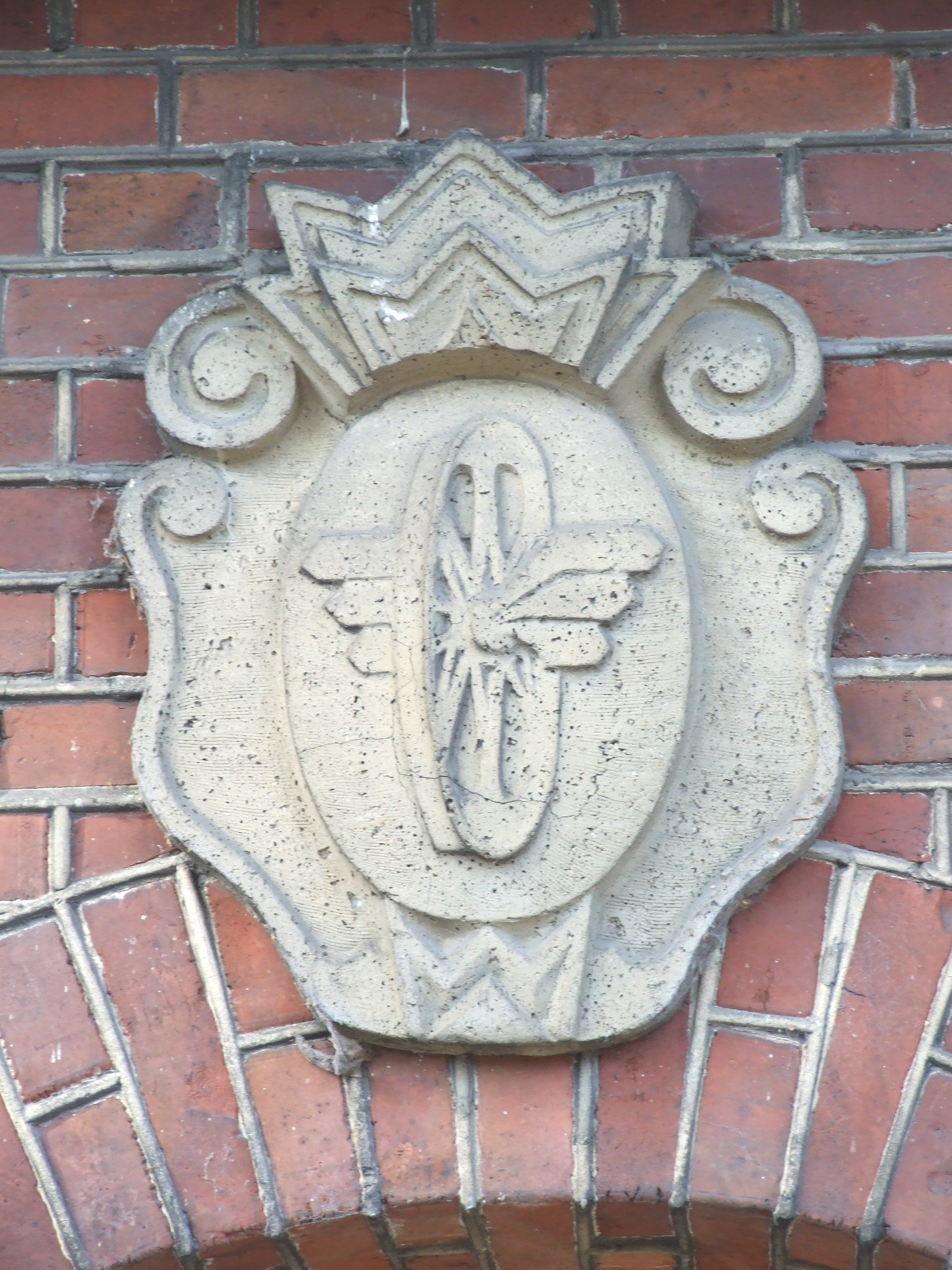
Eisenbahn (2014)
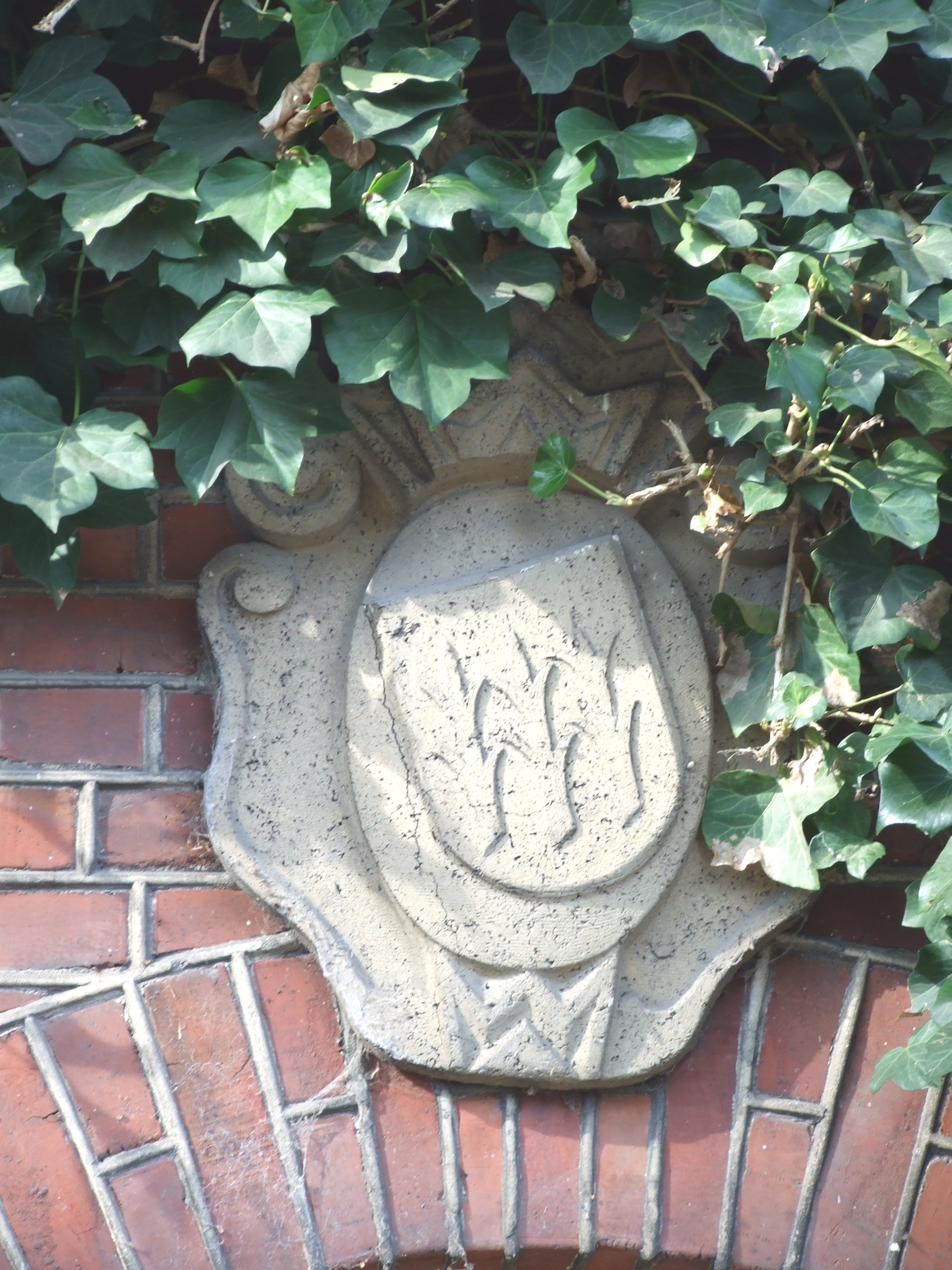
Wappen von Bickern (2014)

## Jüdischer Teil

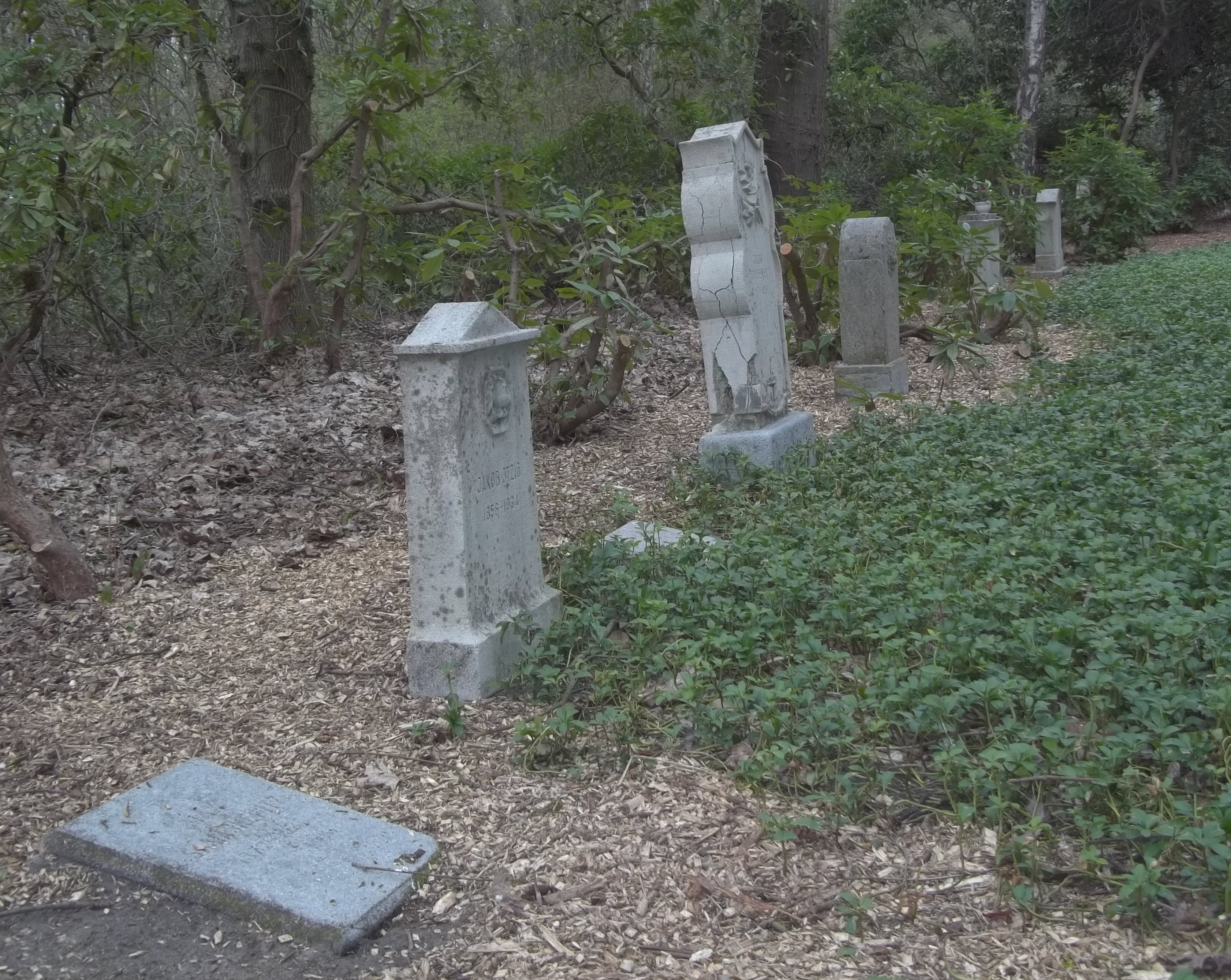
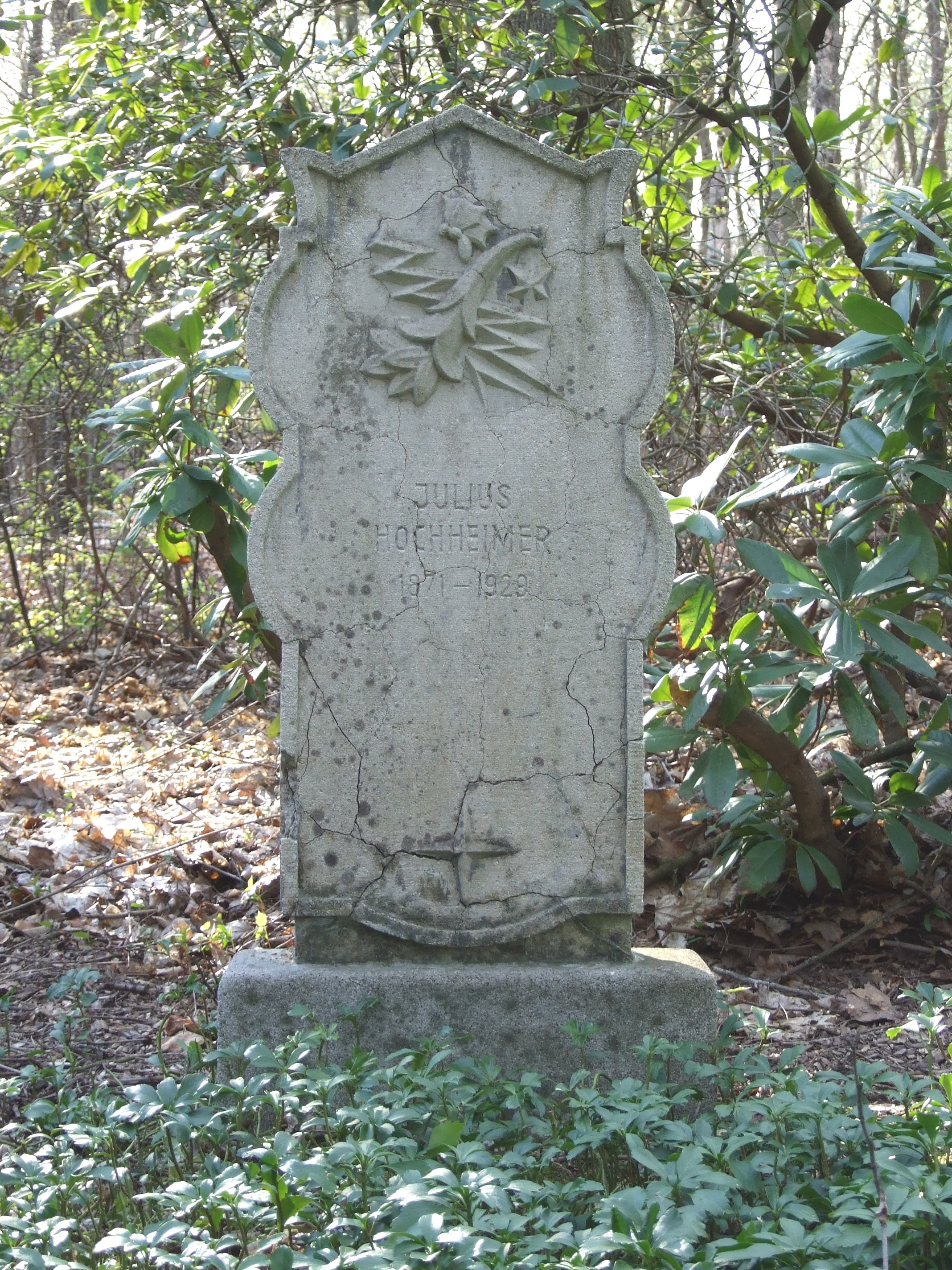
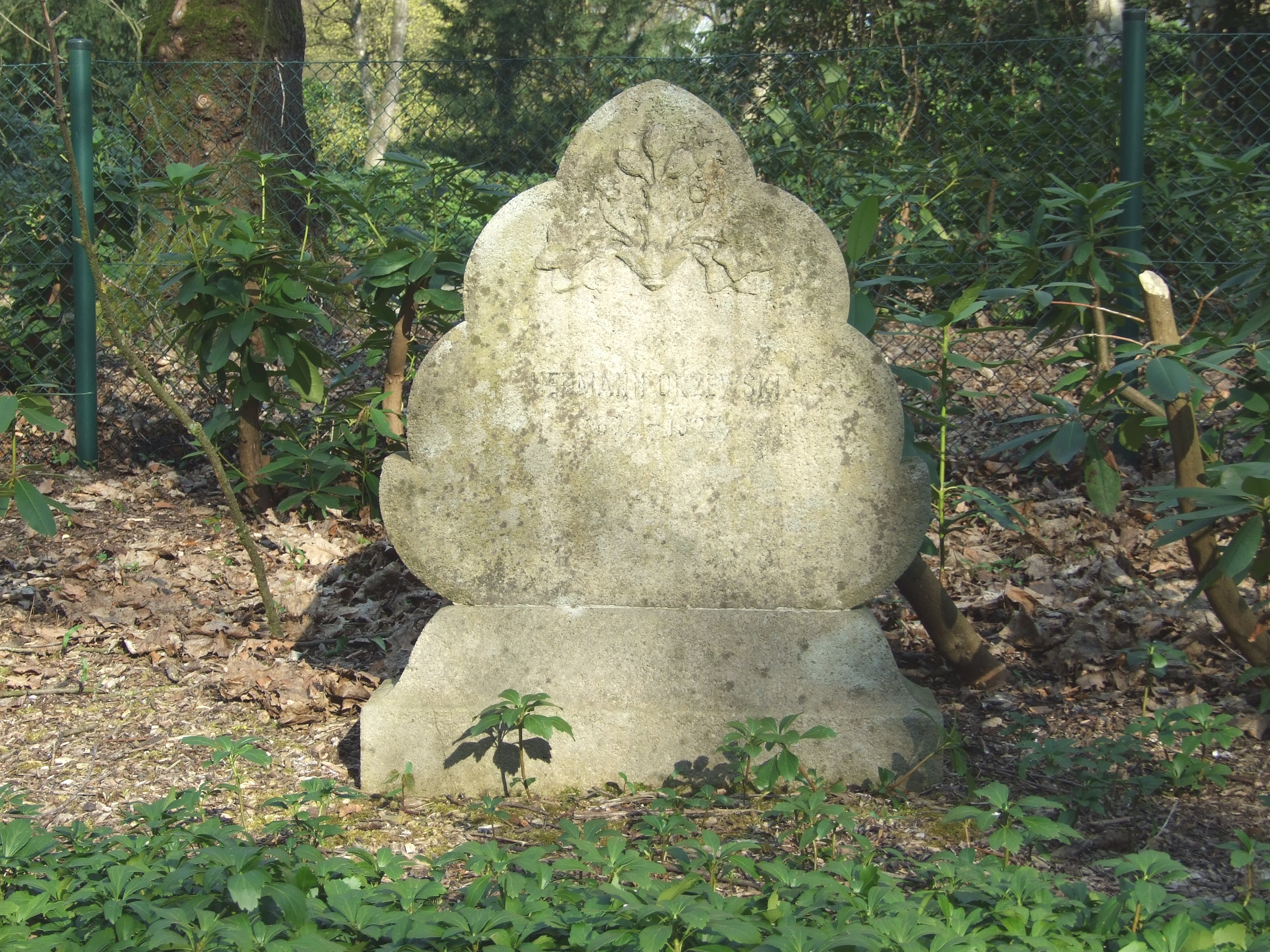
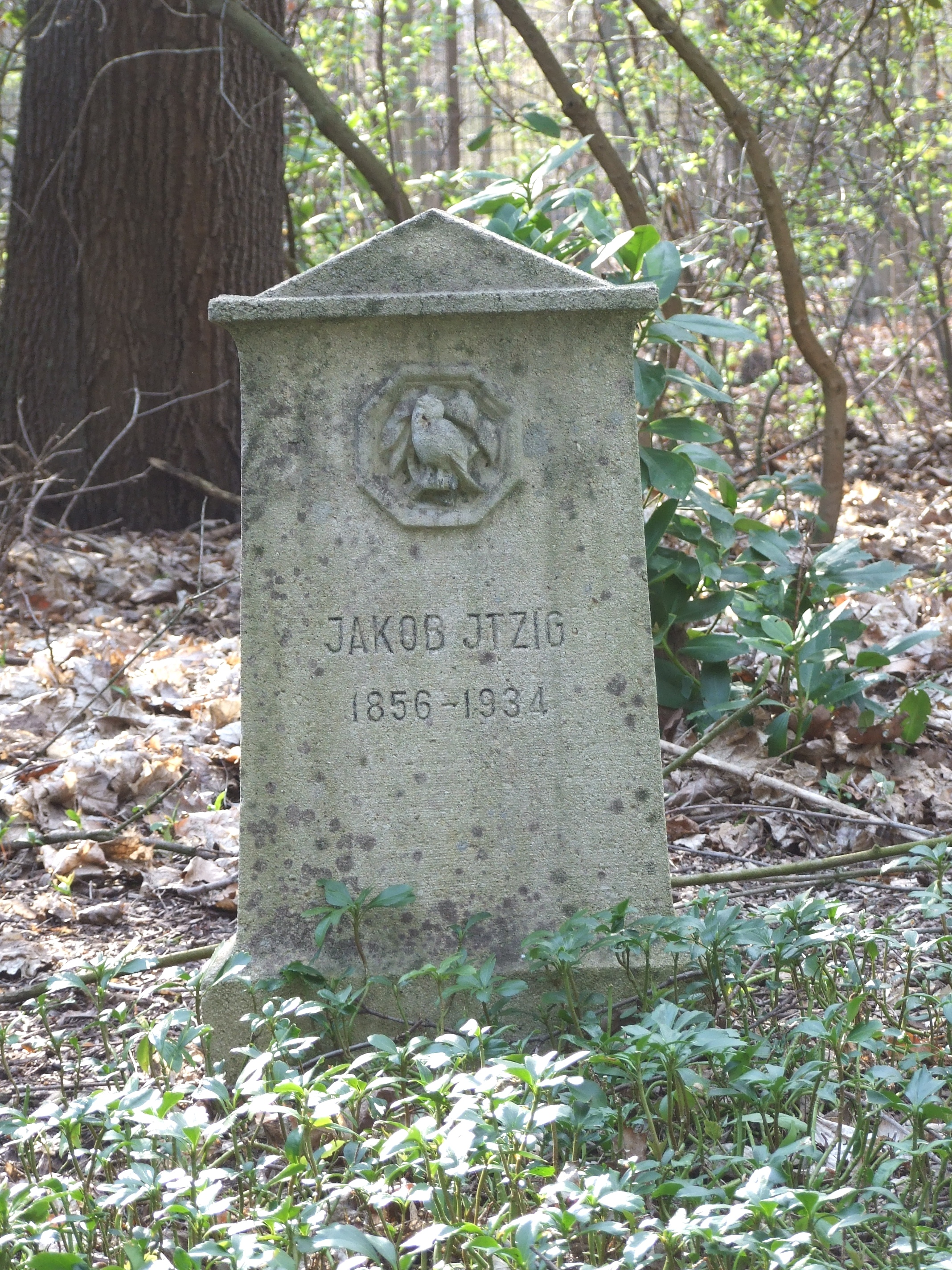
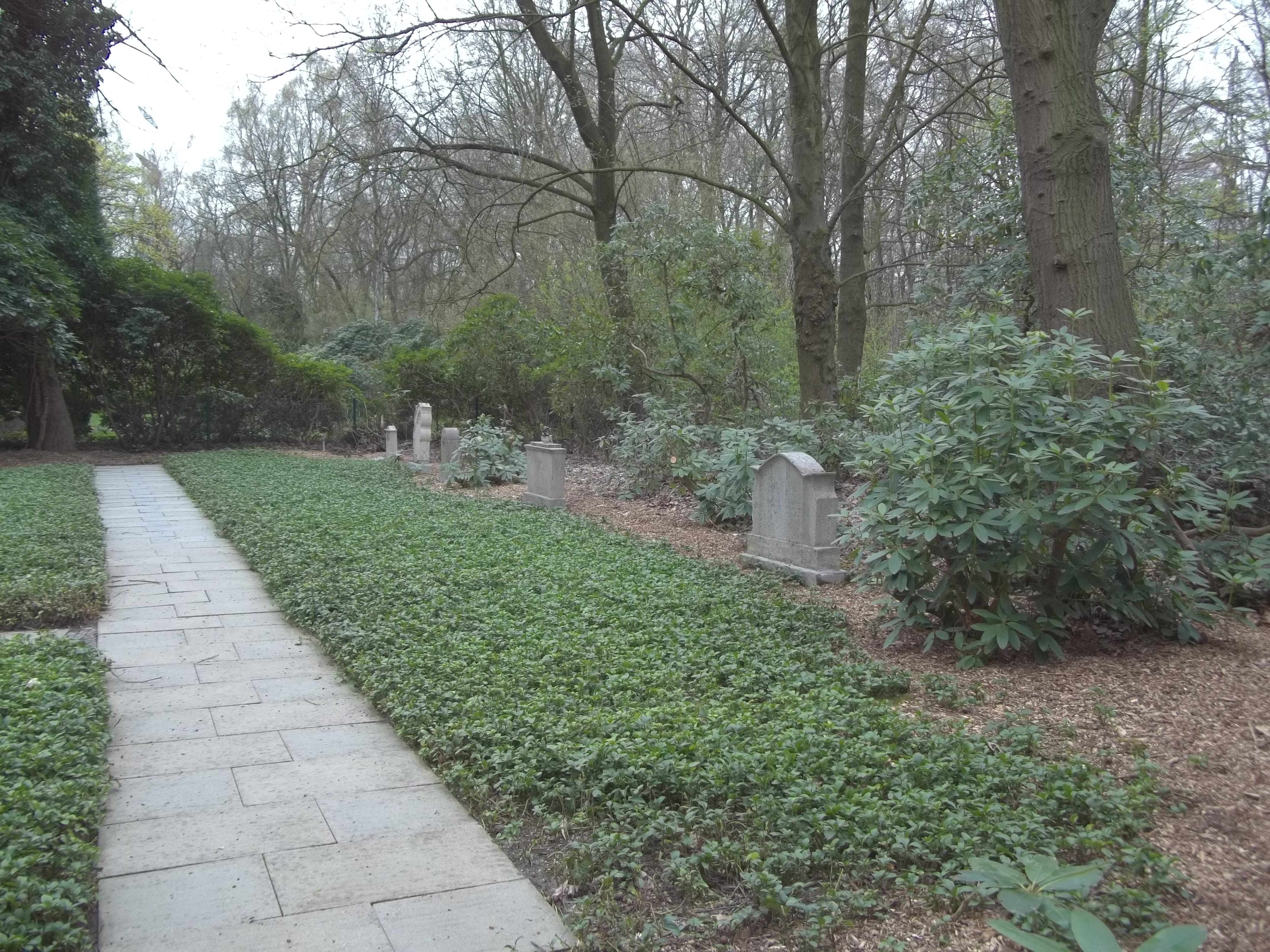

Im Jahr 1925 bat die Synagogengemeinde Wanne-Eickel die Zivilgemeinde Wanne um Zuweisung einer Fläche auf dem neu angelegten Waldfriedhof. Auf dem Areal in Abteilung VI wurden bis 1935 17 Gemeindemitglieder bestattet. Ab 1942 kam es jedoch zur Beisetzung von Kriegsgefangenen und Zwangsarbeitern an gleicher Stelle. Unter Räumung der jüdischen Grablegen kam es zum Missbrauch der Grabsteine als Wegebefestigung. 1947 erfolgte eine Umbettung in Abteilung XVI (Lage). Die dort aufgestellten Grabsteine sind Nachbildungen aus den ersten Jahren nach dem Zweiten Weltkrieg.
Im Jahr 1971 richtete der ehemalige Vorsitzende der Synagogengemeinde Wanne-Eickel, Dr. Julius Leeser, ein Schreiben an Heinrich Weidmann, den Oberbürgermeister seiner Heimatstadt, mit dem Vorschlag der Anbringung einer Gedenktafel für die während des Holocaust ermordeten Juden der Stadt. Als einer der möglichen Aufstellorte war auch der Waldfriedhof im Gespräch. Bei einer Besichtigung musste jedoch festgestellt werden, dass Abteilung XVI, auf der sich die jüdischen Gräber vorfanden, nicht deren ursprünglichem Bestattungsort entsprach, sondern im Jahr 1947 durch das Friedhofsamt und unter Mitwirkung der jüd. Kultusgemeinde die Toten exhumiert worden waren. Ab 1942 waren zunächst russische Kriegsgefangene sarglos in freien Stellen der Abteilung VI beigesetzt worden. Als deren 1944 keine mehr vorhanden waren, legte man die verstorbenen Gefangenen in die Altgrabstätten der früher beigesetzten Juden. Nach Ende des Zweiten Weltkriegs wurden die Gemeinden auf Anordnung der alliierten Besatzungsbehörde aufgefordert, die jüdischen Friedhöfe würdig herzustellen. Seitens der Stadt Wanne-Eickel wurde in diesem Zusammenhang kein Kontakt zu der nahegelegenen jüdischen Gemeinde Gelsenkirchen oder dem jüdischen Landesverband in Dortmund hergestellt, sondern zu Dr. Walter Kronheim, dem ehemaligen Repräsentanten der Synagogengemeinde Wanne-Eickel und nunmehrigen Stadtdirektor von Bad Oeynhausen. Kronheim willigte als einziger noch in Deutschland lebender Repräsentant der de facto nicht mehr bestehenden Synagogengemeinde Wanne-Eickel in die Umbettung der 18 verifizierbaren Toten von Abteilung VI nach Abteilung XVI ein, wo für sie neue Grabsteine mit den alten Inschriften aufgestellt wurden. Als Ort für die Aufstellung eines Mahnmals kam diese Grablege infolge der fragwürdig zustande gekommenen Umbettung 25 Jahre danach nicht mehr in Frage. Jüdische Friedhöfe respektive Gräber werden nach religiösem Verständnis nicht aufgelöst oder wiederbelegt. Die auf wenige Ausnahmen beschränkte Möglichkeit zur Umbettung hätte zudem der Aufsicht eines Rabbiners bedurft. Der jüdische Friedhofsteil fand als Baudenkmal Aufnahme in die Liste der Baudenkmäler in Herten.

## Ehrenfriedhof / Kriegsgräber / Zwangsarbeiter
Bei Beginn des Ersten Weltkriegs war der Waldfriedhof noch nicht seiner Bestimmung übergeben, daher wurden Gefallene und verstorbene Soldaten zunächst auf den bestehenden kirchlichen Bestattungsflächen beigesetzt. Mit der Genehmigung zur Beisetzung auf dem Ehrenfriedhof im April 1916 wurden sieben zuvor auf dem evangelischen und ein weiterer auf dem katholischen Friedhof beigesetzter Soldat auf den Waldfriedhof umgebettet. Bis 1925 wuchs die Zahl der auf dem Ehrenfriedhof in Abteilung III bestatteten auf 57 an.:146 Innerhalb des Waldfriedhofs stellt der Ehrenfriedhof für die Gefallenen des Ersten Weltkriegs eine abgeschlossene, aus zwei Teilen bestehende Anlage dar. Sie differieren in ihrer Höhe, wobei der niedrigere, vom Hauptweg erschlossene zugleich als Aufstellungsfläche für Trauer-Gedenkfeiern dienen sollte (Lage) und auf dem oberen gestaffelt in mehreren Reihen die Gräber angeordnet sind (Lage). In der Achse des Ehrenfriedhofs war bereits frühzeitig die Aufstellung eines Denkmals für die Gefallenen der Gemeinde Wanne angedacht. Die Grabsteine selbst sollten hingegen schmucklos bleiben.:146 f Bei den während und nach dem Ersten Weltkrieg beigesetzten Opfern des Krieges handelte es sich vorwiegend um vor Ort verstorbene. Wobei kein Zwang bestand seine Angehörigen hier bestatten zu lassen, sondern durchaus auf die bestehenden Alt-Friedhöfe zurückgegriffen werden konnte. So befand sich im Jahr 1925 auf dem evangelischen Friedhof Crange die Grabstätte eines Soldaten, der katholische Friedhof an der Horststraße nahm fünf weitere auf und der evangelische Friedhof an der Friedhofstraße sieben. Zehn auf den Fabriken eingesetzte Zwangsarbeiter wurden zwischen den allgemeinen Gräbern beigesetzt. Neben neun Russen war dies ein Franzose. Dieser wurde 1923 im Auftrag der französischen Regierung nach Frankreich umgebettet.:147 Die Stadt Herne listet auf dem Ehrenfriedhof 114 Gräber deutscher Soldaten, die je zur Hälfte aus dem Ersten bzw. Zweiten Weltkrieg stammen. Im Jahr 1991 erfolgte eine Neugestaltung.

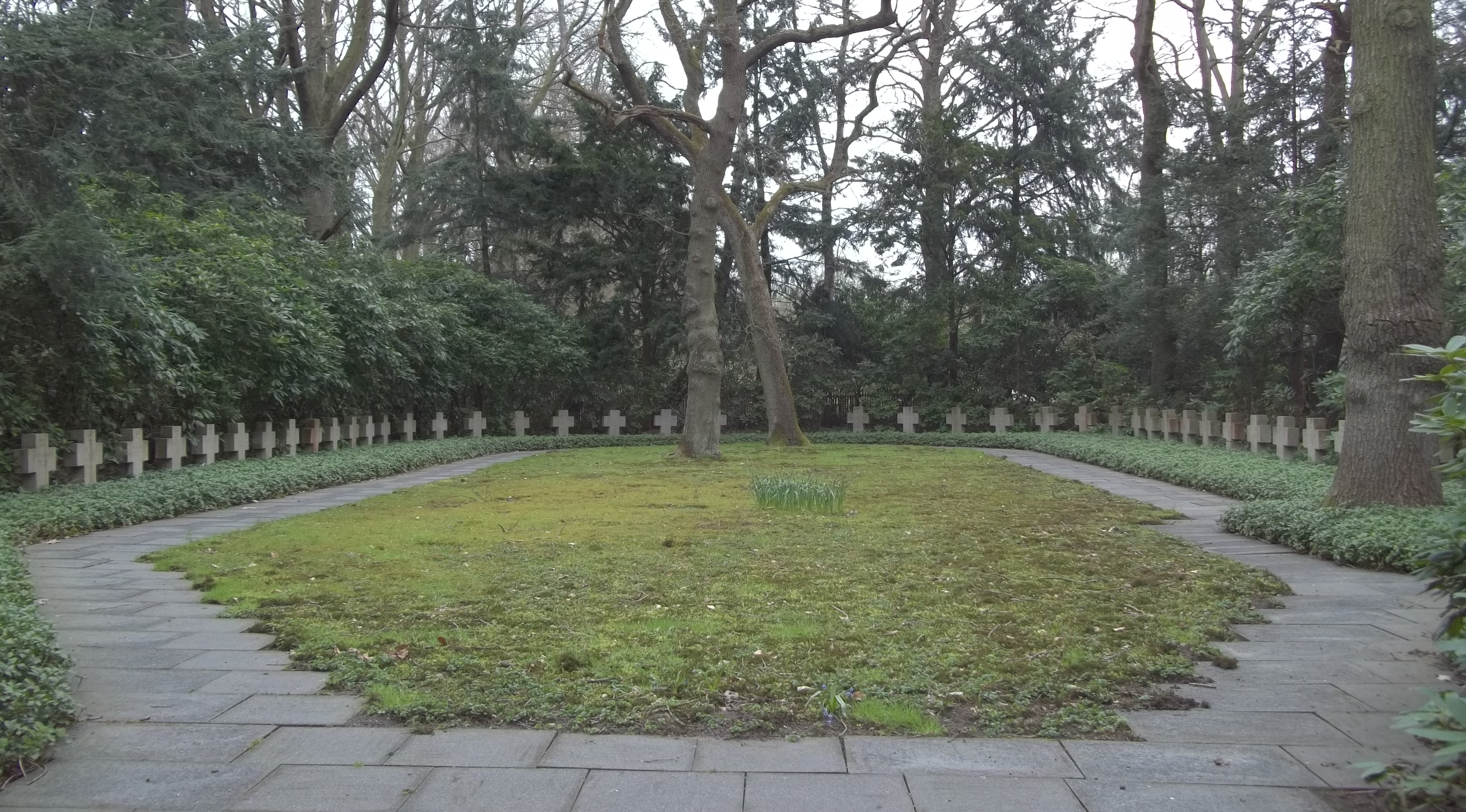
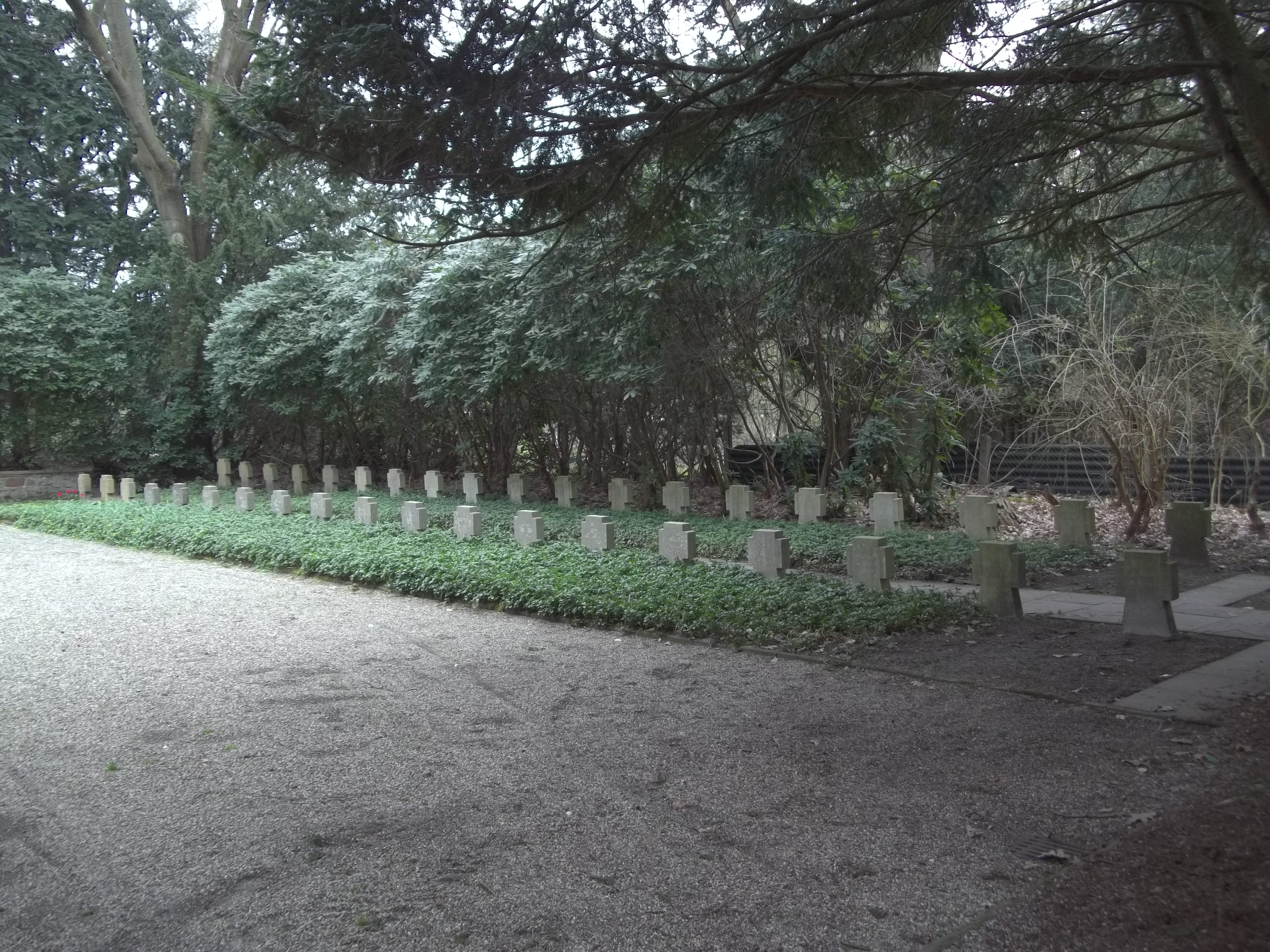

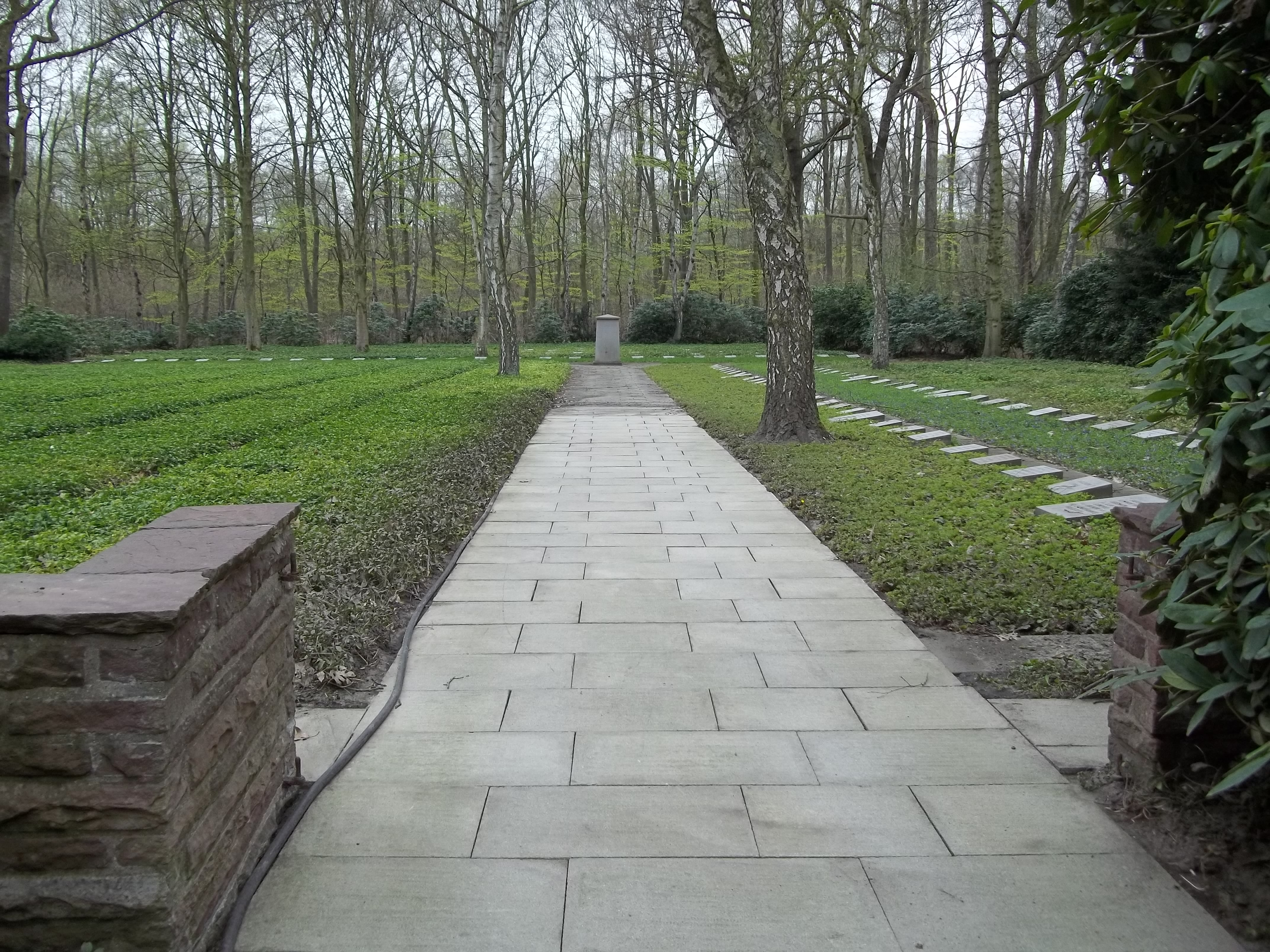
Kriegsgräberstätte für Ausländer

An Stelle des ursprünglich der Synagogengemeinde Wanne-Eickel zugehörenden Teils in der Abteilung VI (Lage) waren ab 1942 zunächst russische Kriegsgefangene, aber auch Zwangsarbeiter beigesetzt worden. Verzeichnet sind 1266 Beerdigte, darunter 977 infolge Erkrankungen Verstorbene, sowie 54 durch Erschießung oder als Opfer der Luftangriffe getötete sowjetische Soldaten. Weiter fünf namentlich unbekannte russische Zivilisten, drei unbekannte russische Kinder und 227 russische Zwangsarbeiter, die durch Erkrankungen, Werksunfälle oder bei Luftangriffen zu Tode kamen. Nicht wenige russische Zwangsarbeiter verloren ihr Leben in dem Kriegslazarett, das sich ab Sommer 1943 in der Röhlinghauser Görresschule befand. Unweit des Wetterschachts der Zeche Pluto (Gelsenkircher Straße) existierte ein zweites Lager für russische Kriegsgefangene. Während eines Fliegerangriffs kamen dort am 23. Februar 1945 125 Gefangene ums Leben.
Am Zugang zu der Anlage sind zwei in kyrillischer Schrift abgefasste Gedenktafeln eingelassen. Auf der zur Linken wird 546, auf der rechten 480 russischen Gefallenen und Opfern der Jahre 1941 bis 1945 gedacht. Die Anlage wurde in den Jahren 1995 und 1996 erneuert.

„Als häufigste Todesursache führen die Gräberlisten auf: Arbeitsunfall, Fleckentyphus, Lungentuberkulose, Bombenangriff, aber auch “Herzschwäche”, “allgemeine Körperschwäche” oder “erschossen”. Diese Begriffe verschleiern oft den wahren Grund des Todes: unmenschliche Behandlung.“

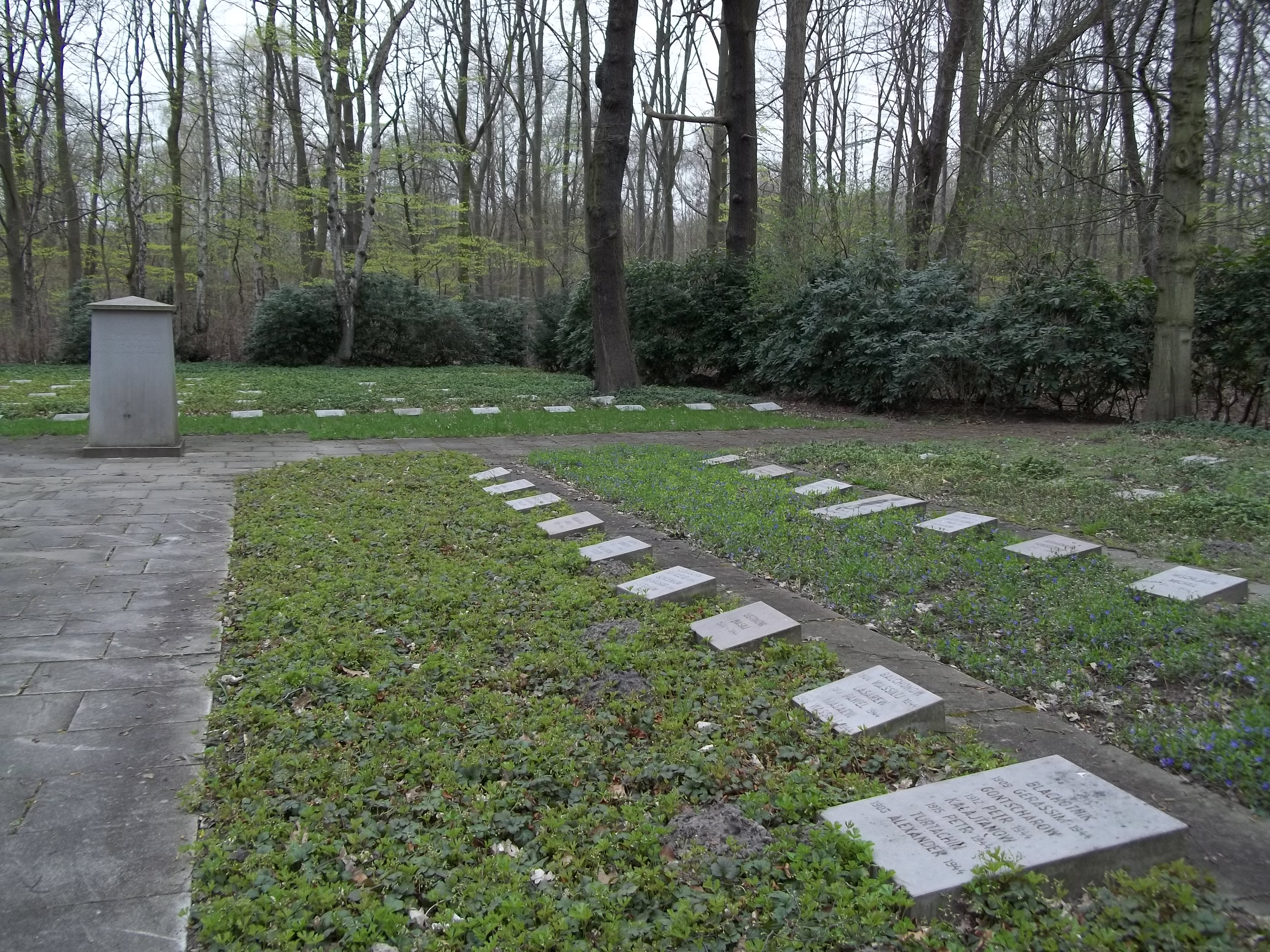
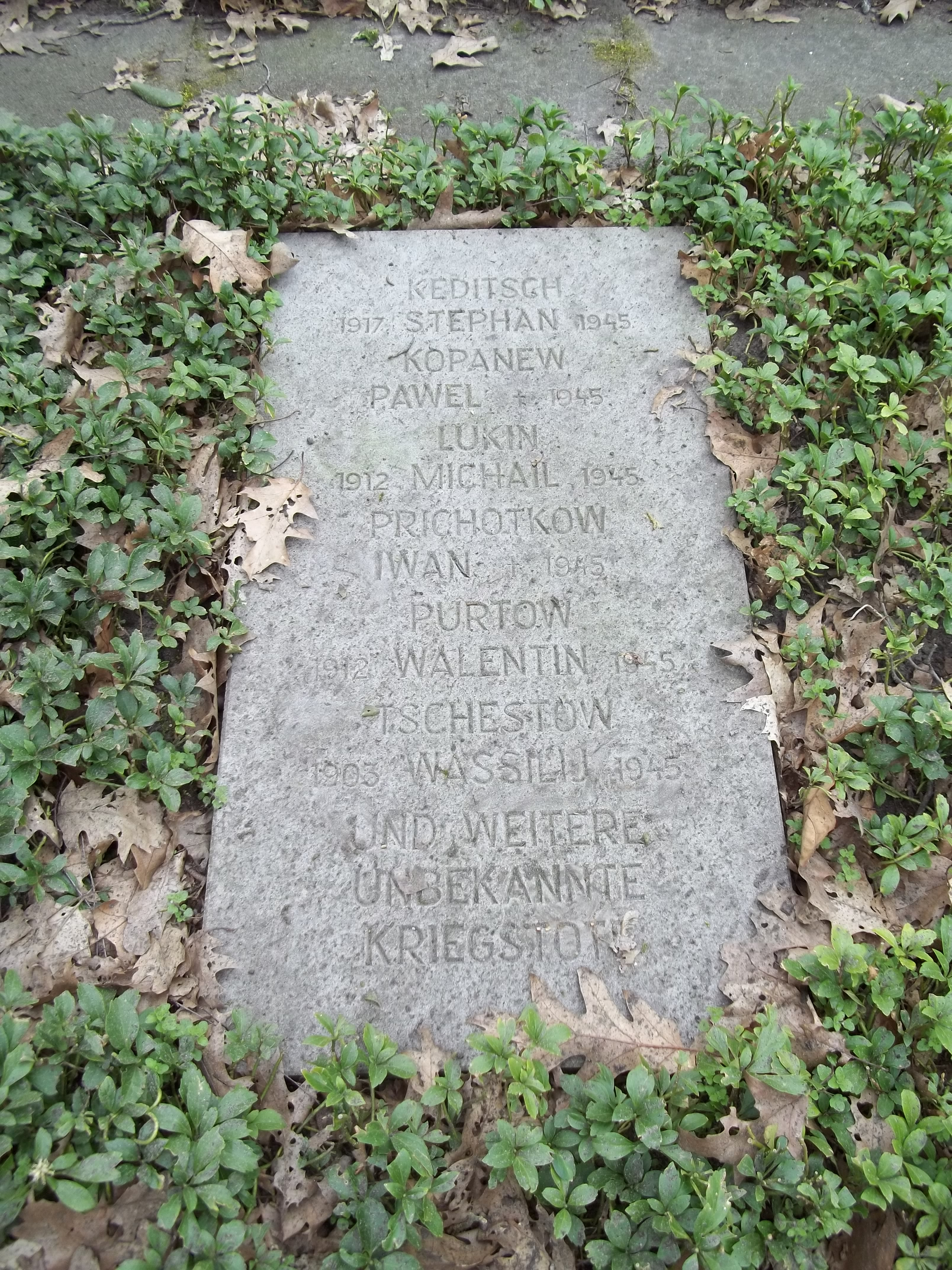
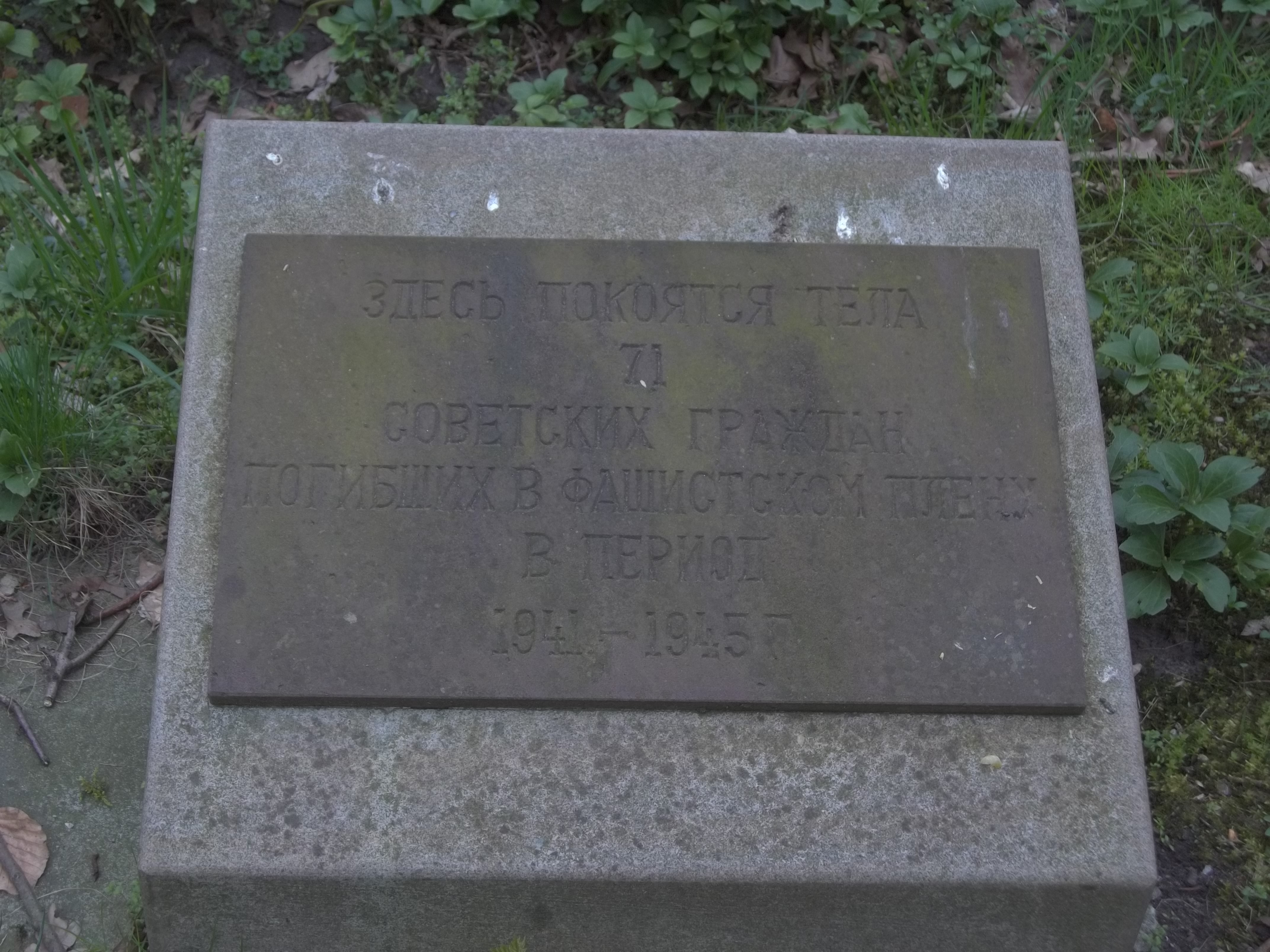
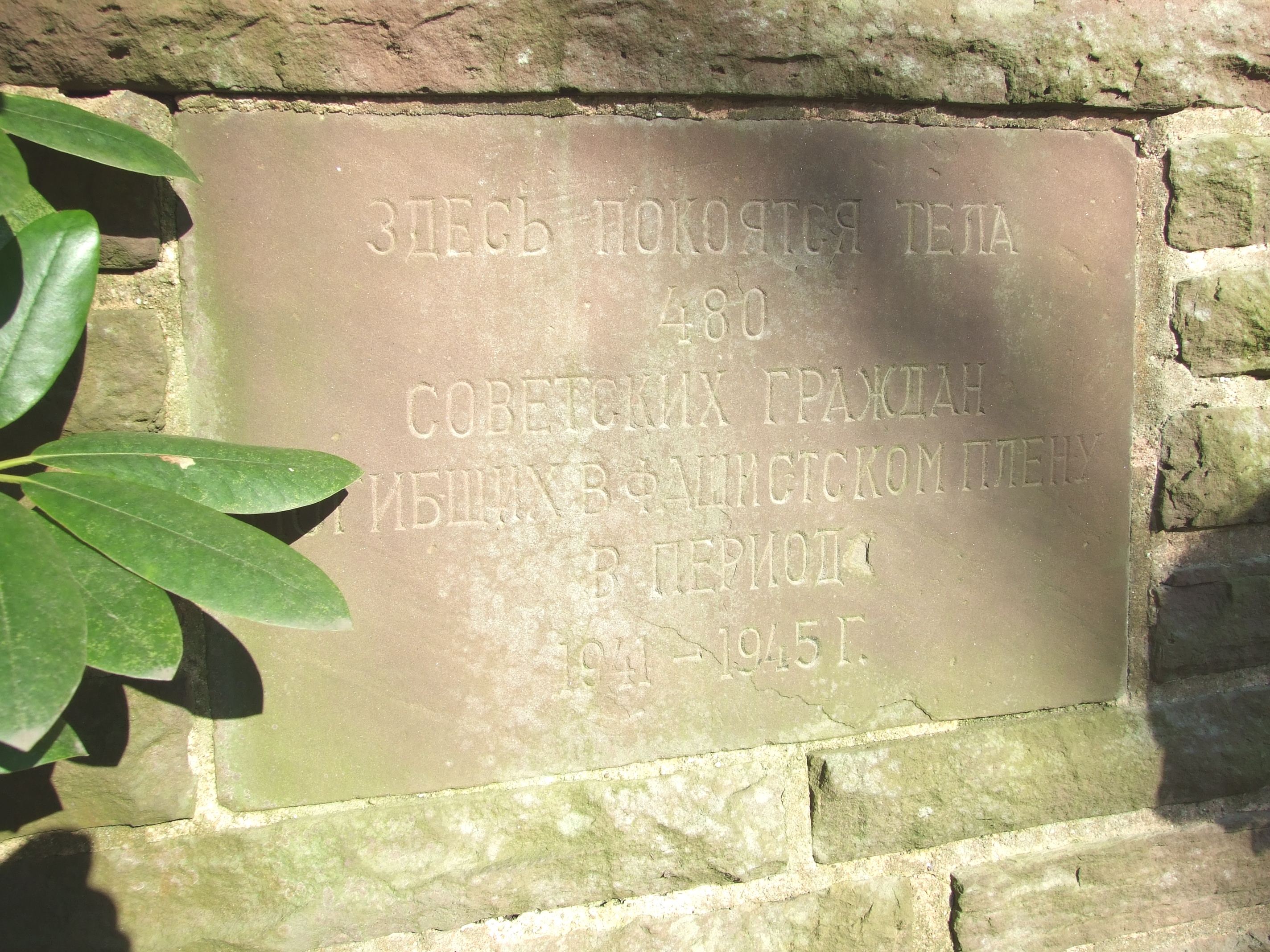
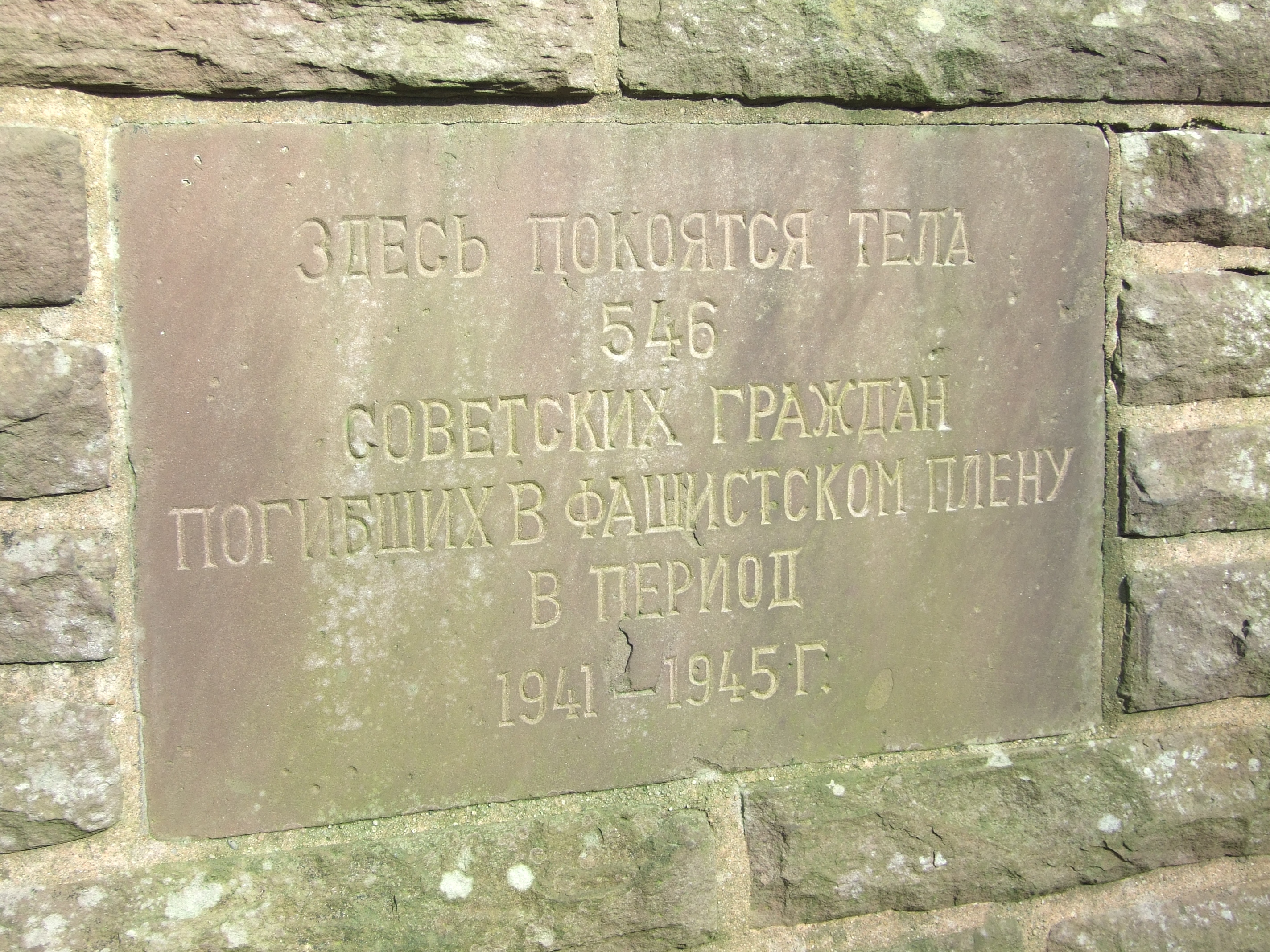

Für die Zivilopfer der Stadt Wanne-Eickel wurde in der Abteilung XX (Lage) ein Gräberfeld angelegt, auf dem 280 Gräber bestehen. Insgesamt existieren auf dem Waldfriedhof 1660 Grablegen von Opfern der beiden Weltkriege des 20. Jahrhunderts. Eine letzte grundlegende Erneuerung der Erinnerungsstätte für die Zivilopfer fand im Jahr 1989 statt.

## Besondere Grabmäler und Gedenksteine

### Grabanlage Familie Heitkamp
Die ausgedehnte Grablege in Abteilung XIII (Lage) umfasst neben den im 20. Jahrhundert verstorbenen Angehörigen der Familie auch die noch in den 1960er Jahren auf einem anderen Friedhof aufgestellten Grabsteine des Firmengründers Engelbert Heitkamp und dessen Sohnes Heinrich. Der von dem alten Heitkamphof, der an der Hauptstraße in Wanne-Eickel auf Höhe der Überquerung durch die Eisenbahntrasse stand (Lage), stammende Engelbert führte nach alter westfälischer Sitte den Namen Scharpwinkel genannt Heitkamp, wohl im ausgehenden 18. Jahrhundert hatte ein Sohn des nordwestlich gelegenen Scharpwinkelhofs in den Heitkamphof eingeheiratet.:638 Engelbert Scharpwinkel genannt Heitkamp (8. Januar 1834 bis 28. März 1899; verheiratet mit Friederike Heitkamp geborene Schulte genannt Gosewinkel, 15. Juni 1840 bis 14. April 1908):630 gründete 1892 die nach ihm benannte Bauunternehmung. Zunächst mit Tiefbauarbeiten aller Art befasst, dehnte sich das Arbeitsgebiet zunehmend aus.:638 Bei Engelberts Tod 1899 trat der Sohn Heinrich Heitkamp (31. Januar 1879 bis 27. Mai 1964; verheiratet mit Hedwig Heitkamp geborene Ufer, 7. November 1880 bis 6. März 1947):631 zunächst als Prokurist in die Firma ein, bevor er sie 1902 als Eigentümer übernahm.:638 Bereits seit dem Jahr 1900 führte Heinrich mit Genehmigung der Regierung in Arnsberg wieder den alleinigen Namen Heitkamp. Nach dem Zweiten Weltkrieg gründeten Heinrichs Söhne Robert und Heinrich als Dachorganisation die E. Heitkamp OHG, Heinrich Heitkamp (21. April 1905 bis 2. Oktober 1974) führte die Bauunternehmung Heitkamp in Wesseling, Robert Heitkamp (21. September 1915 bis 16. Juni 1998) die gleichnamige Firma in Wanne-Eickel.:646 Nach starker Expansion in den Folgejahrzehnten und mehrfachen Änderungen in der weiterhin durch die Familie beeinflussten Eigentümerstruktur – das Unternehmen beschäftigte in der Hochzeit mehr als 8000 Mitarbeiter und arbeitete weltweit, darunter auch im Kraftwerks- und Autobahnbau – meldete der Konzern 2011 Insolvenz an und wurde 2012 aufgelöst.

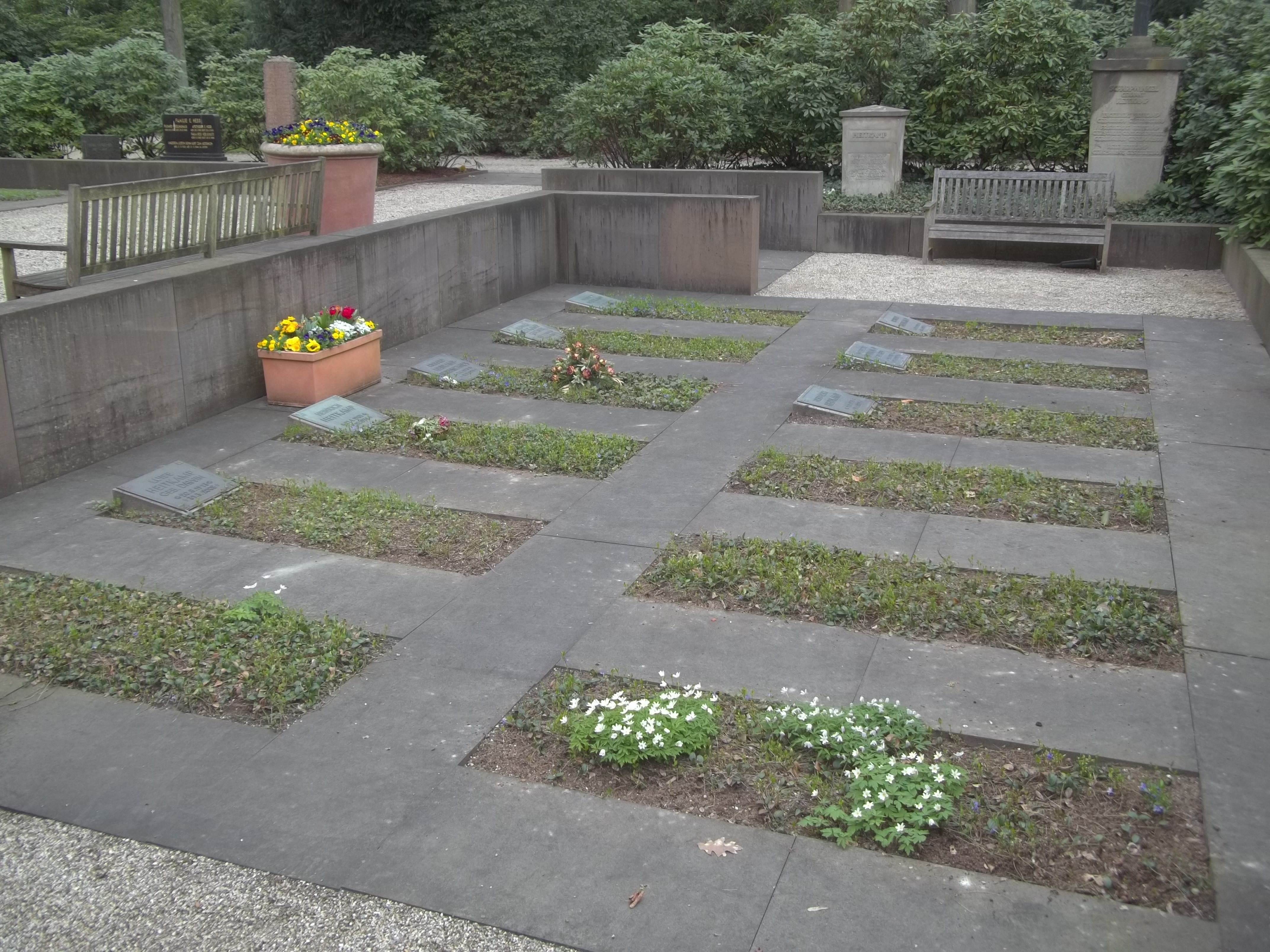
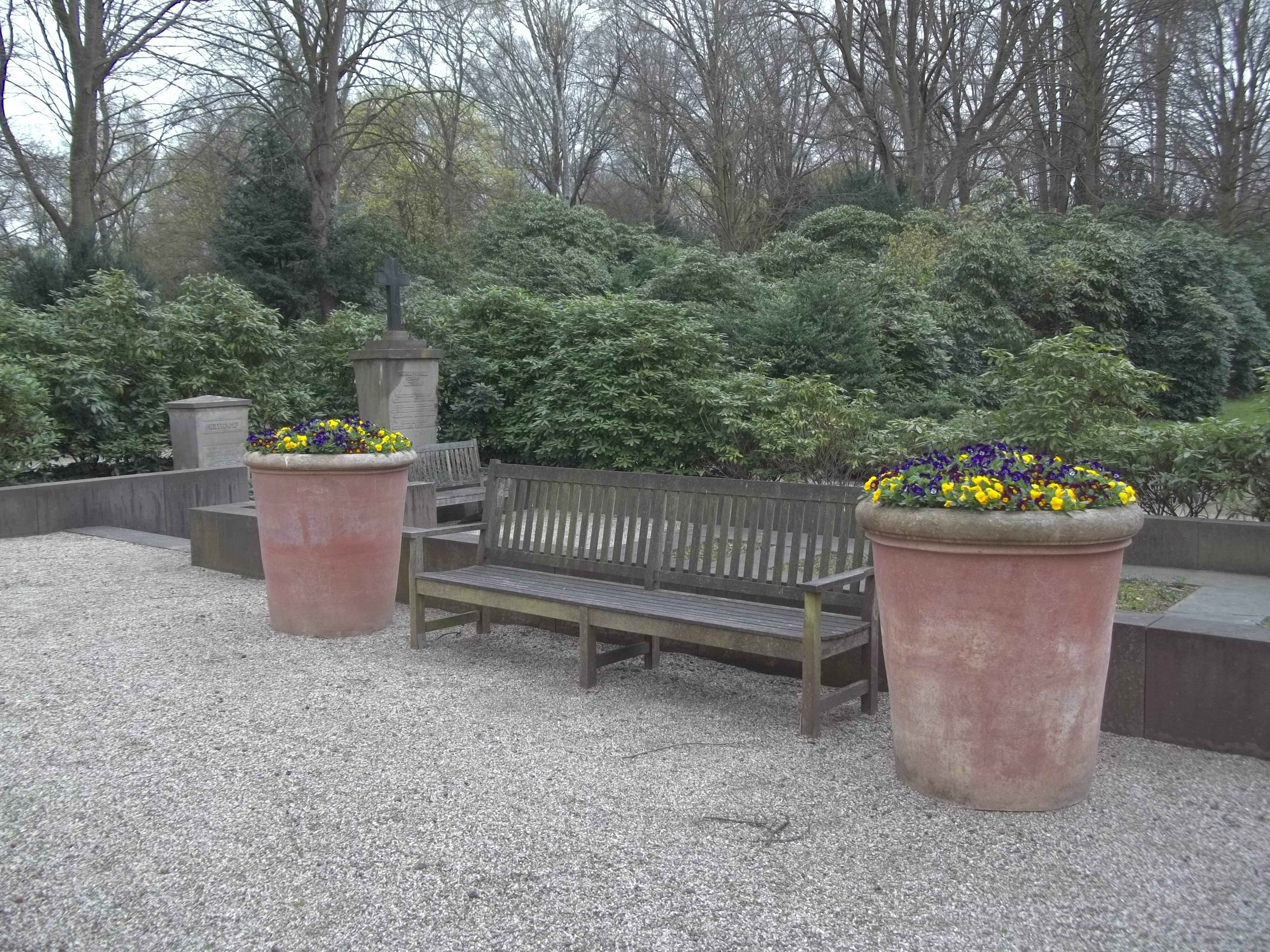
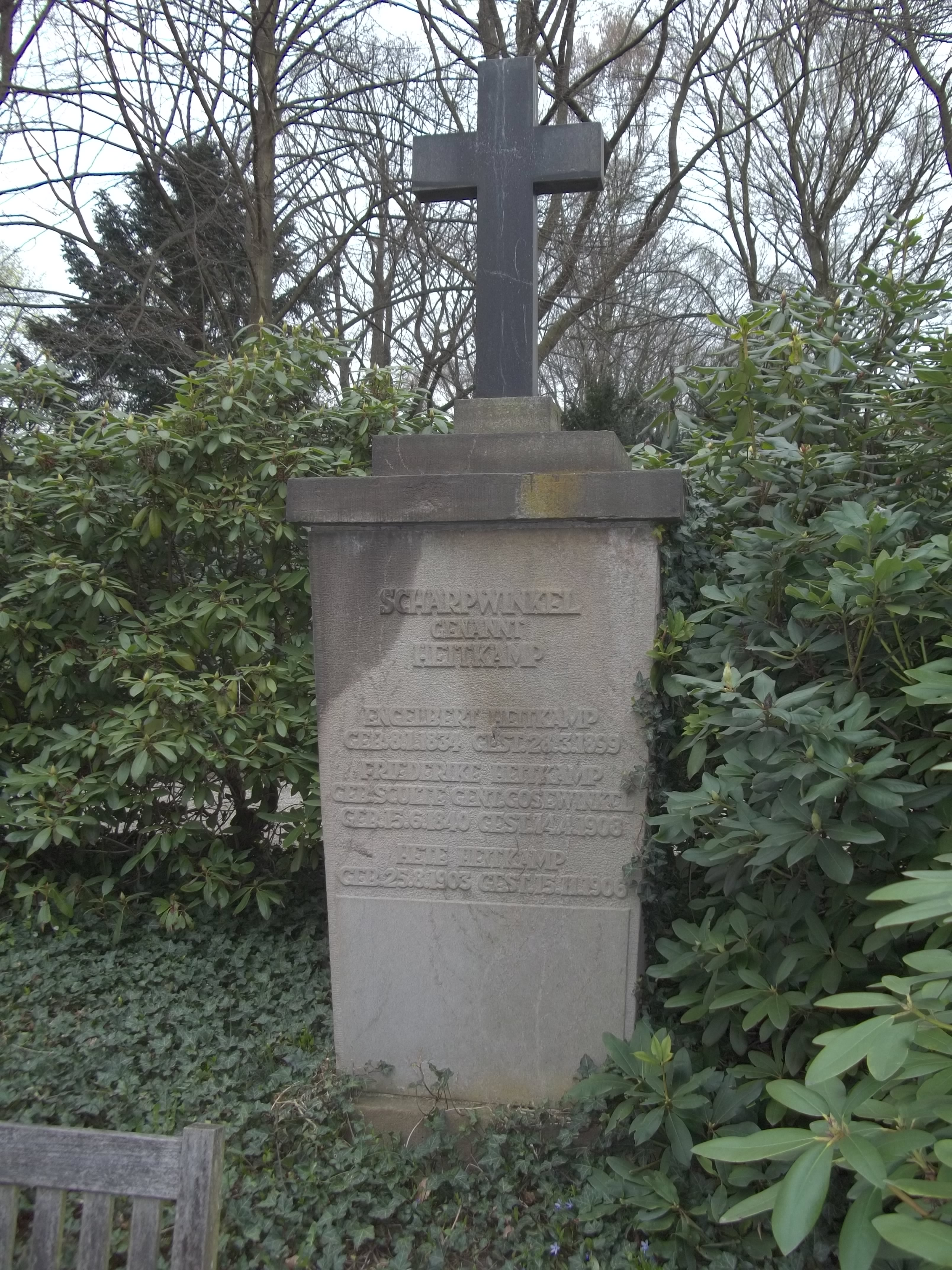
Engelbert Heitkamp (1834–1899)
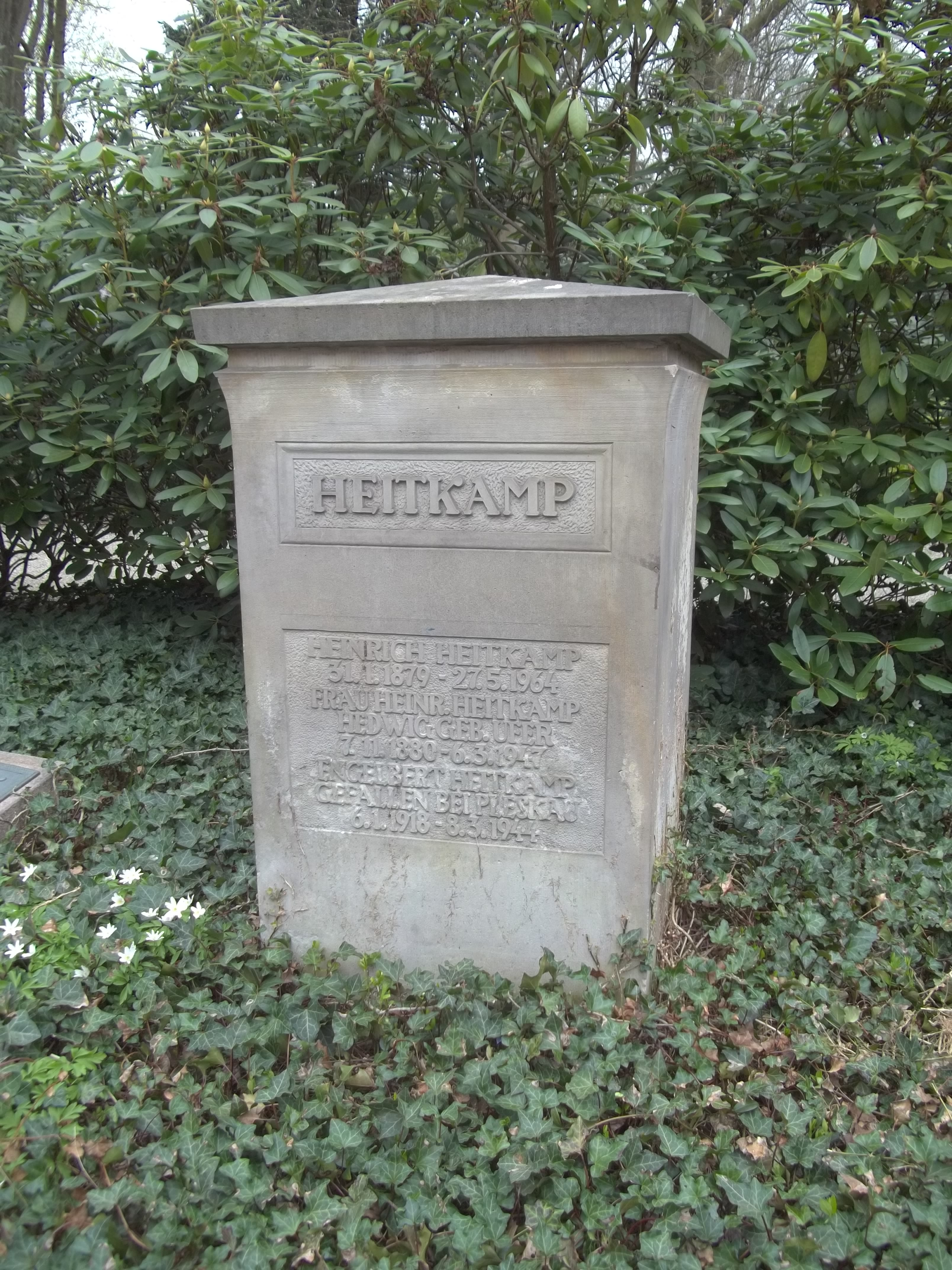
Heinrich Heitkamp (1879–1964)
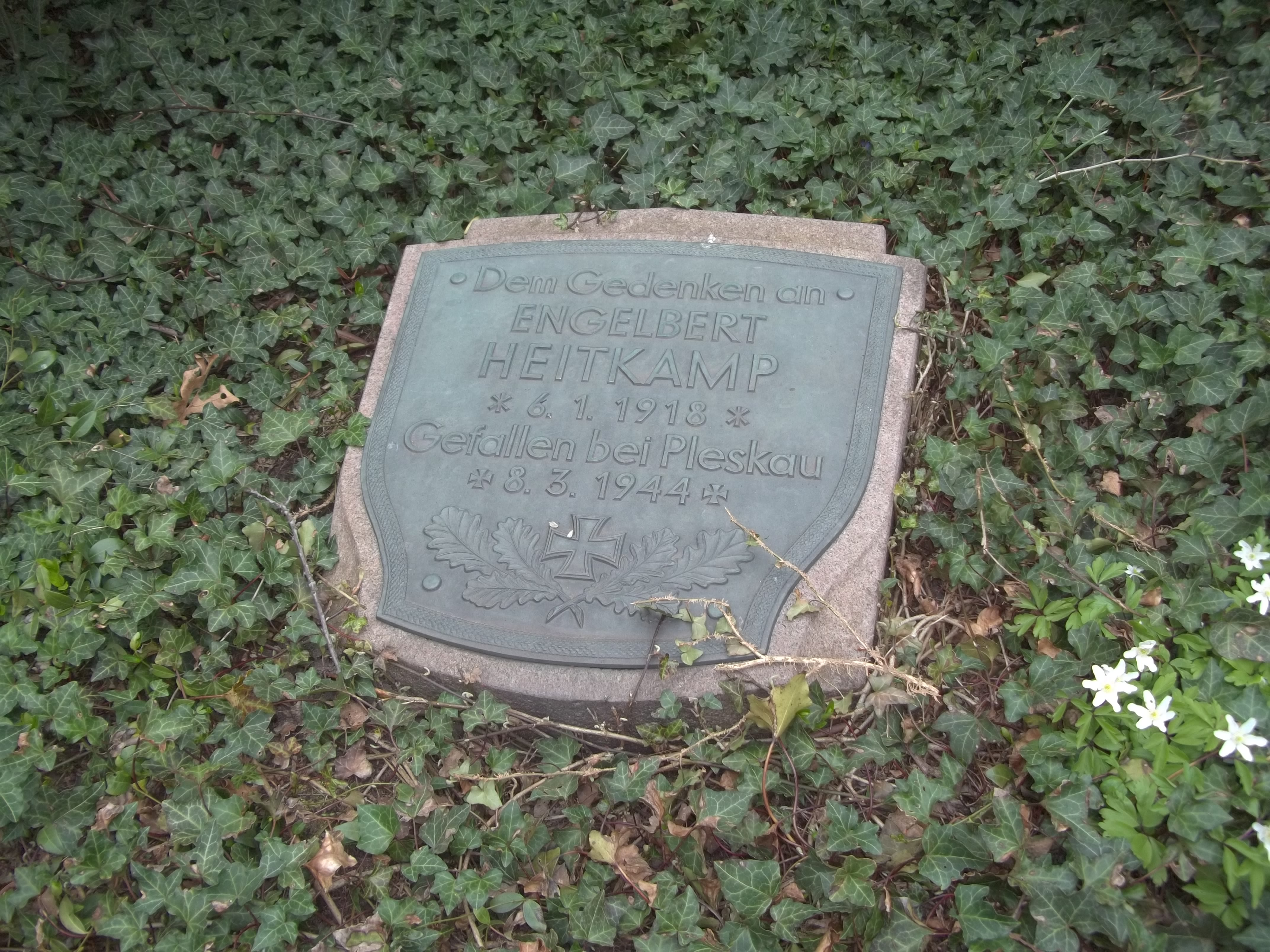
Engelbert Heitkamp (1918–1944)

### Grablege Edmund Weber

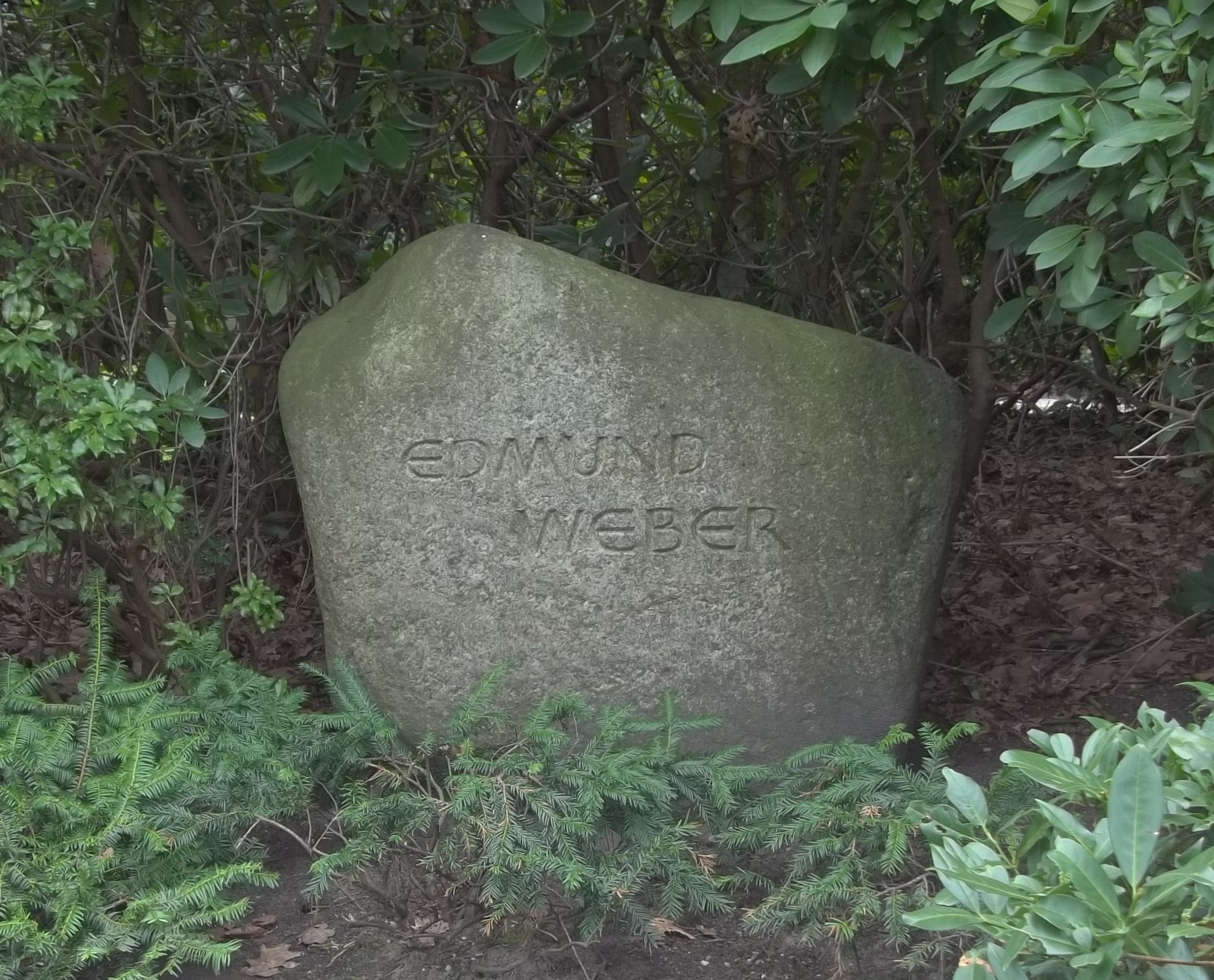
Grabstätte Edmund Weber

### Gedenksäule

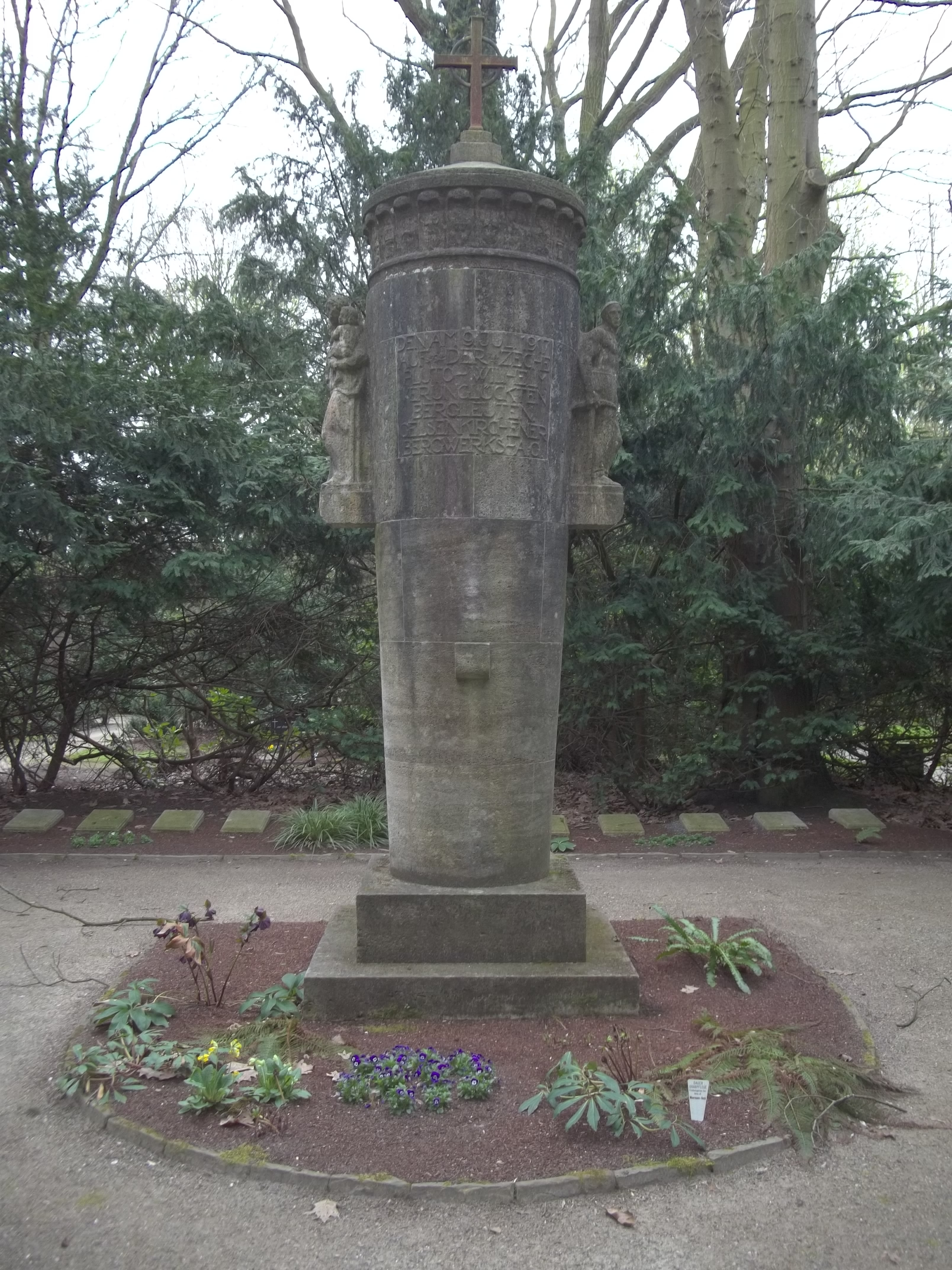
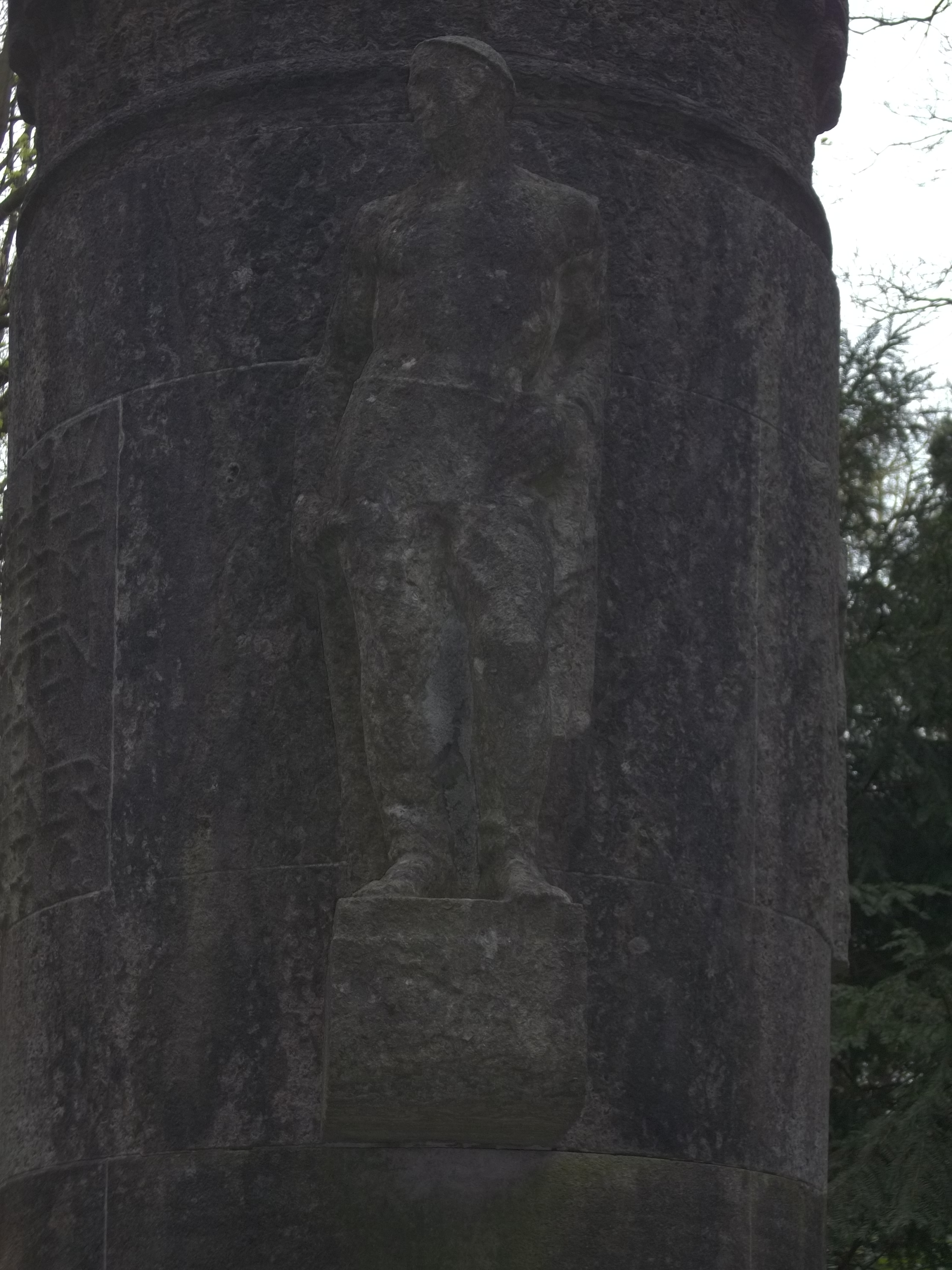
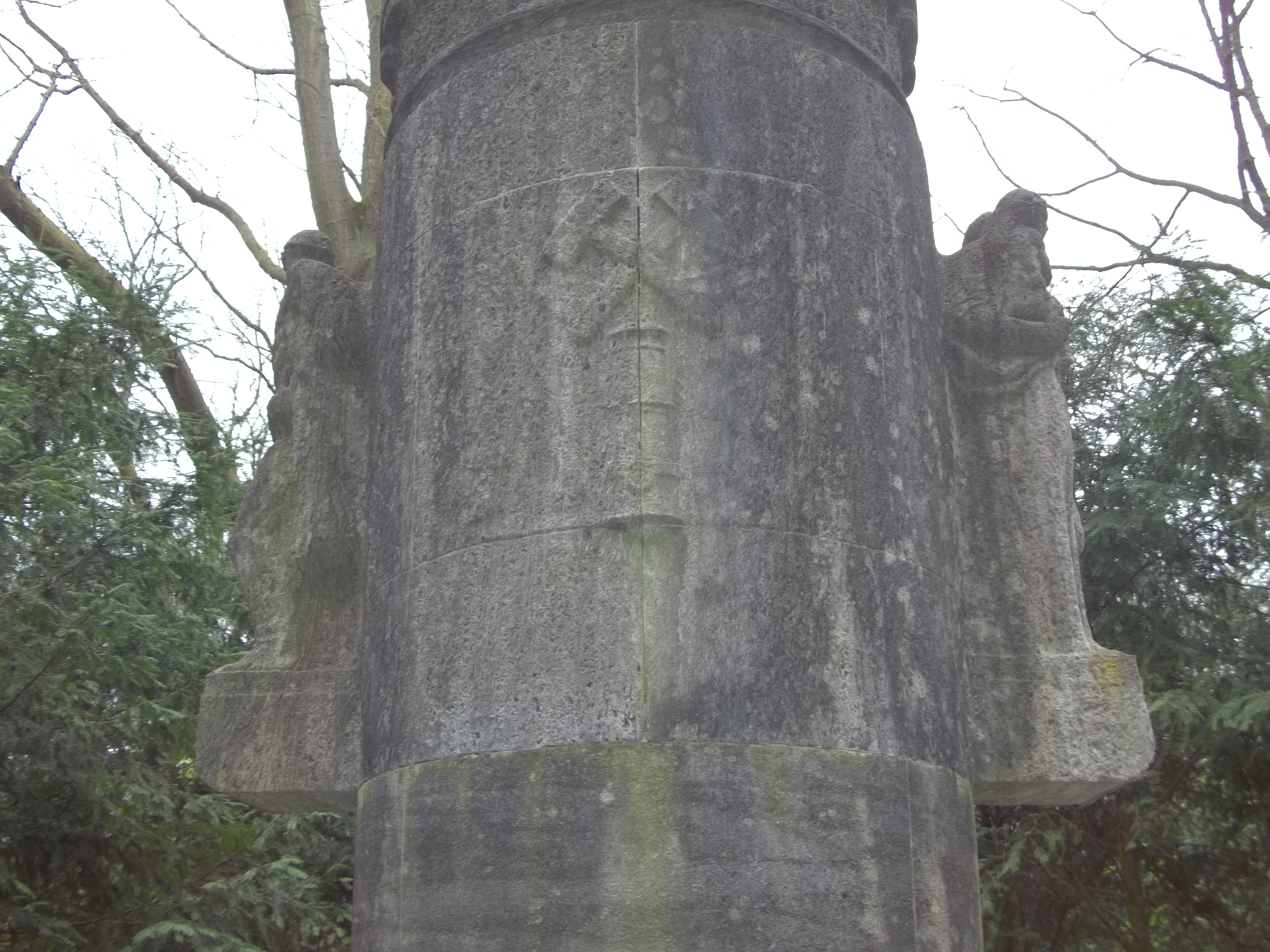
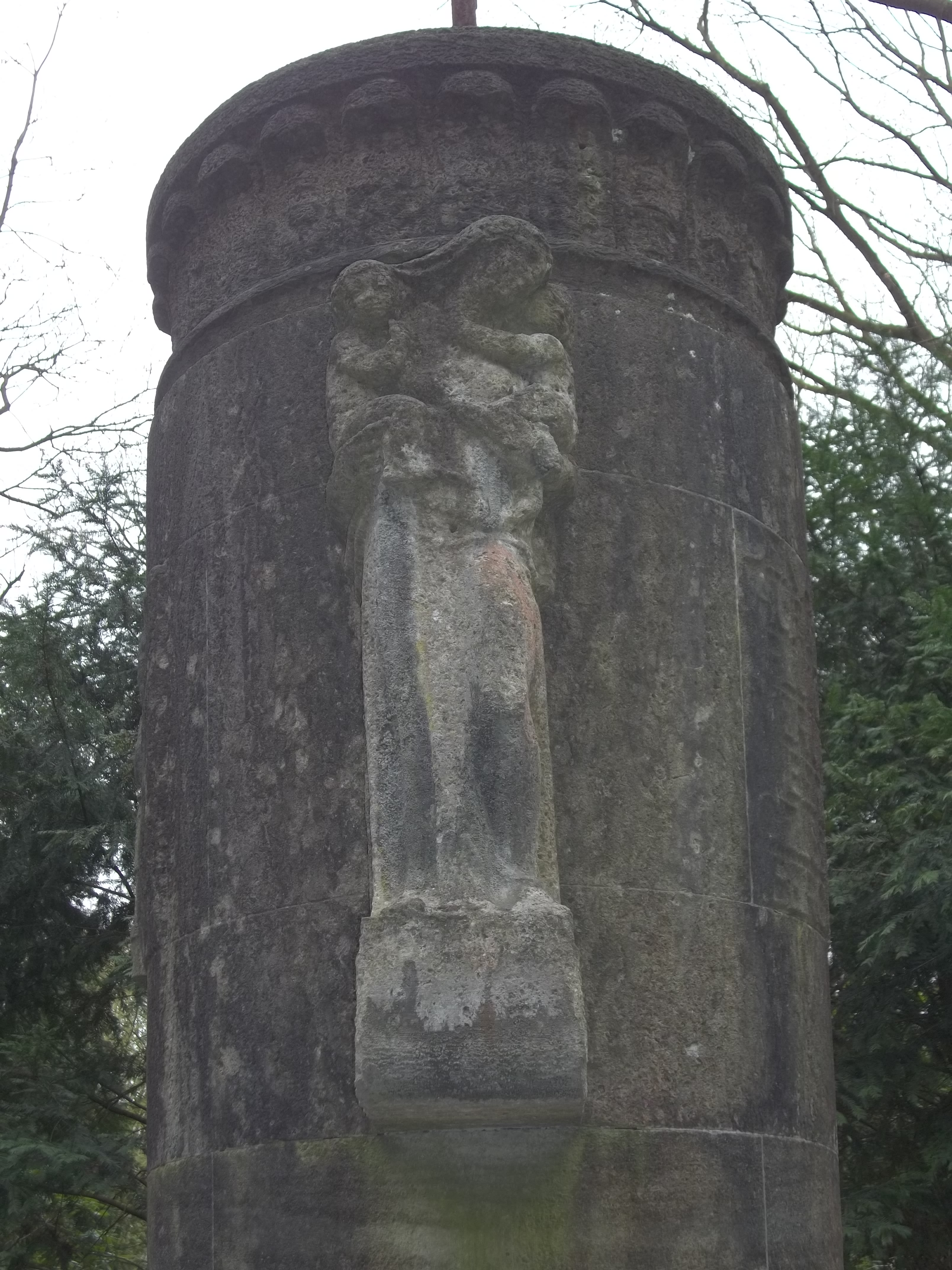

Gedenksäule (Lage) zwischen Abteilung I und II für die am 9. Juli 1917 auf der Zeche Pluto Wilhelm als Folge einer Schlagwetterexplosion tödlich verunglückten 13 Bergleute.

„DEN AM 9. JULI 1917 AUF DER ZECHE PLUTO-WILHELM VERUNGLÜCKTEN BERGLEUTEN. GELSENKIRCHENER BERGWERKS-AG“

### Gedenkstein

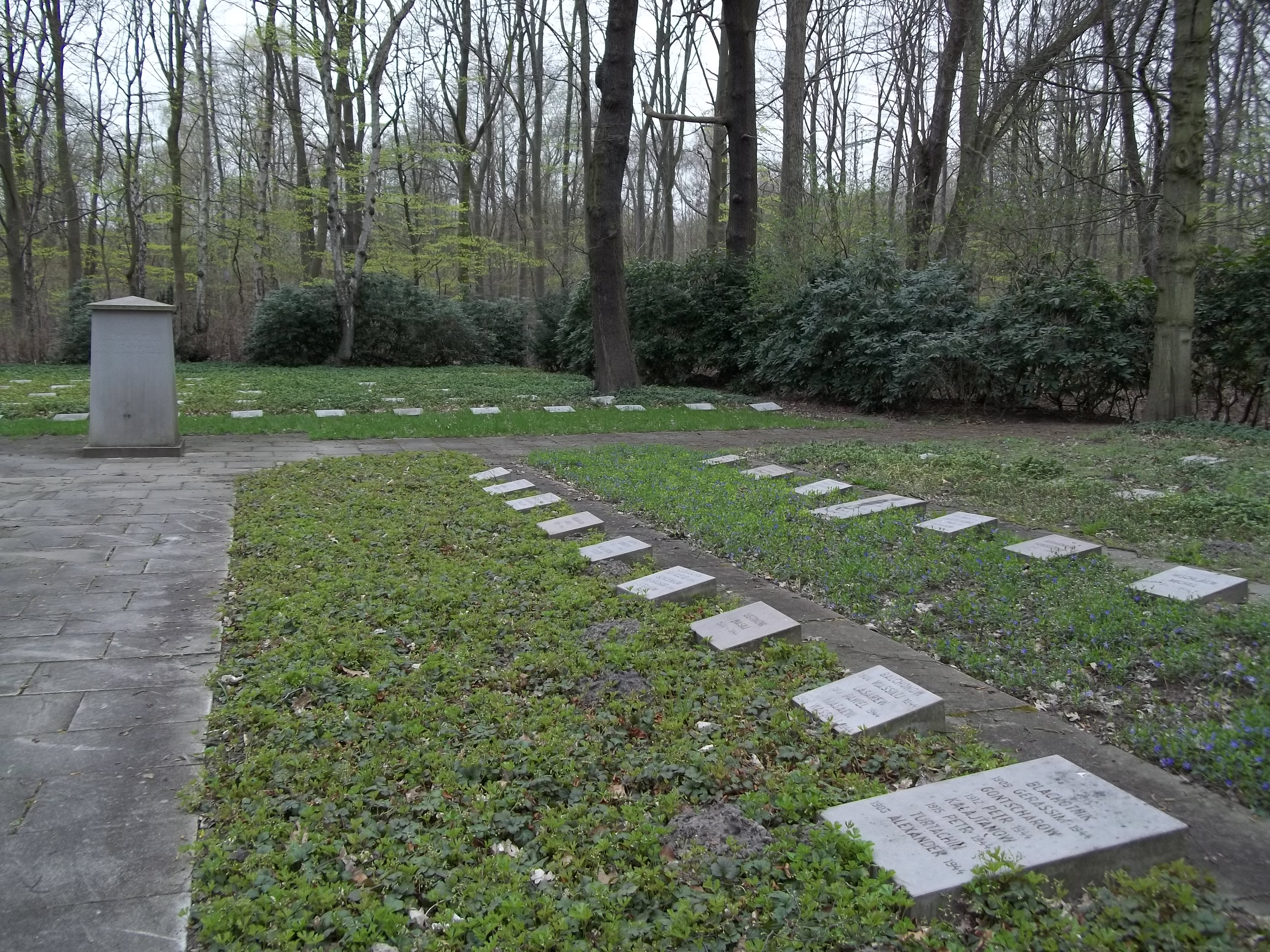
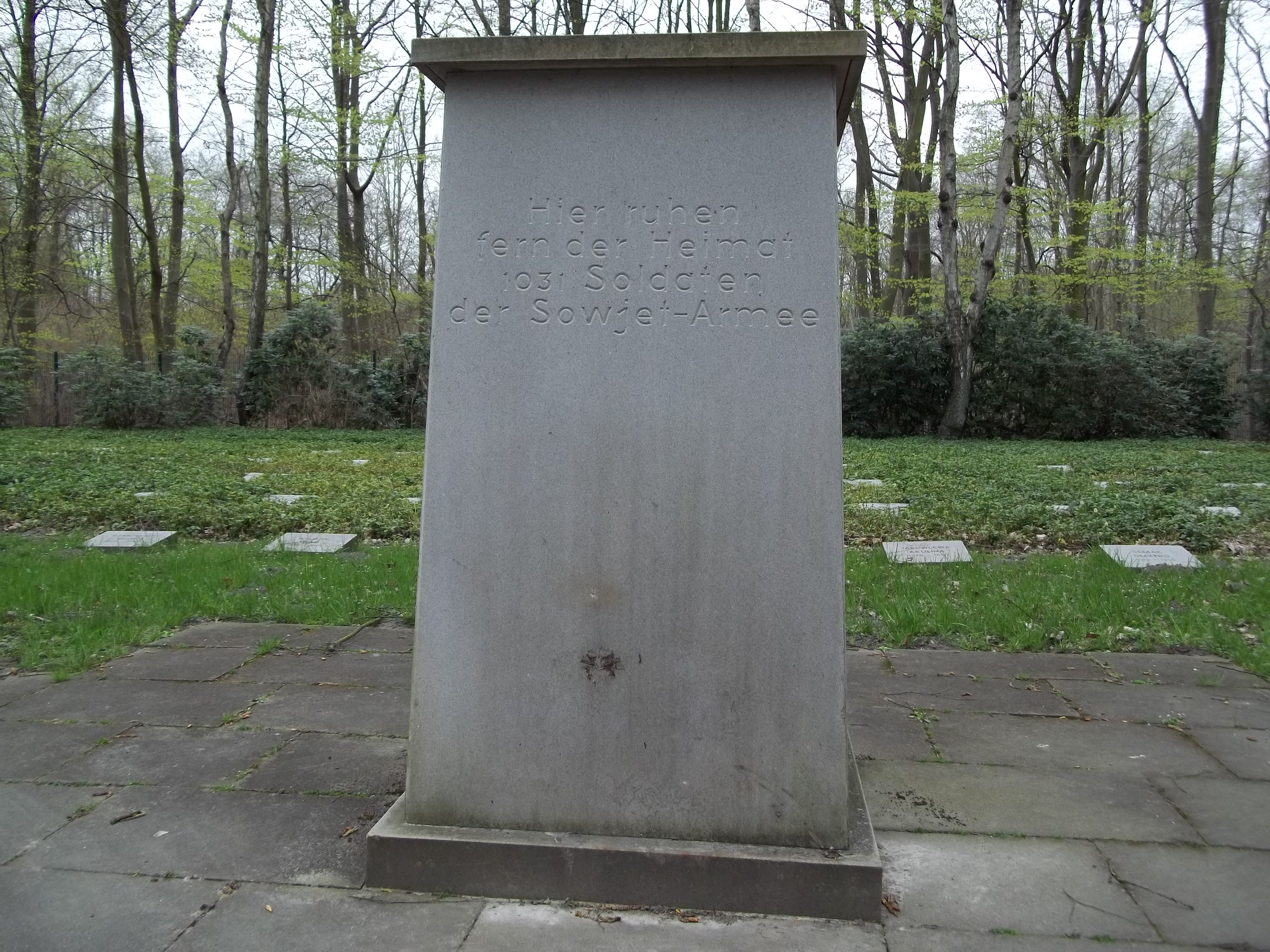
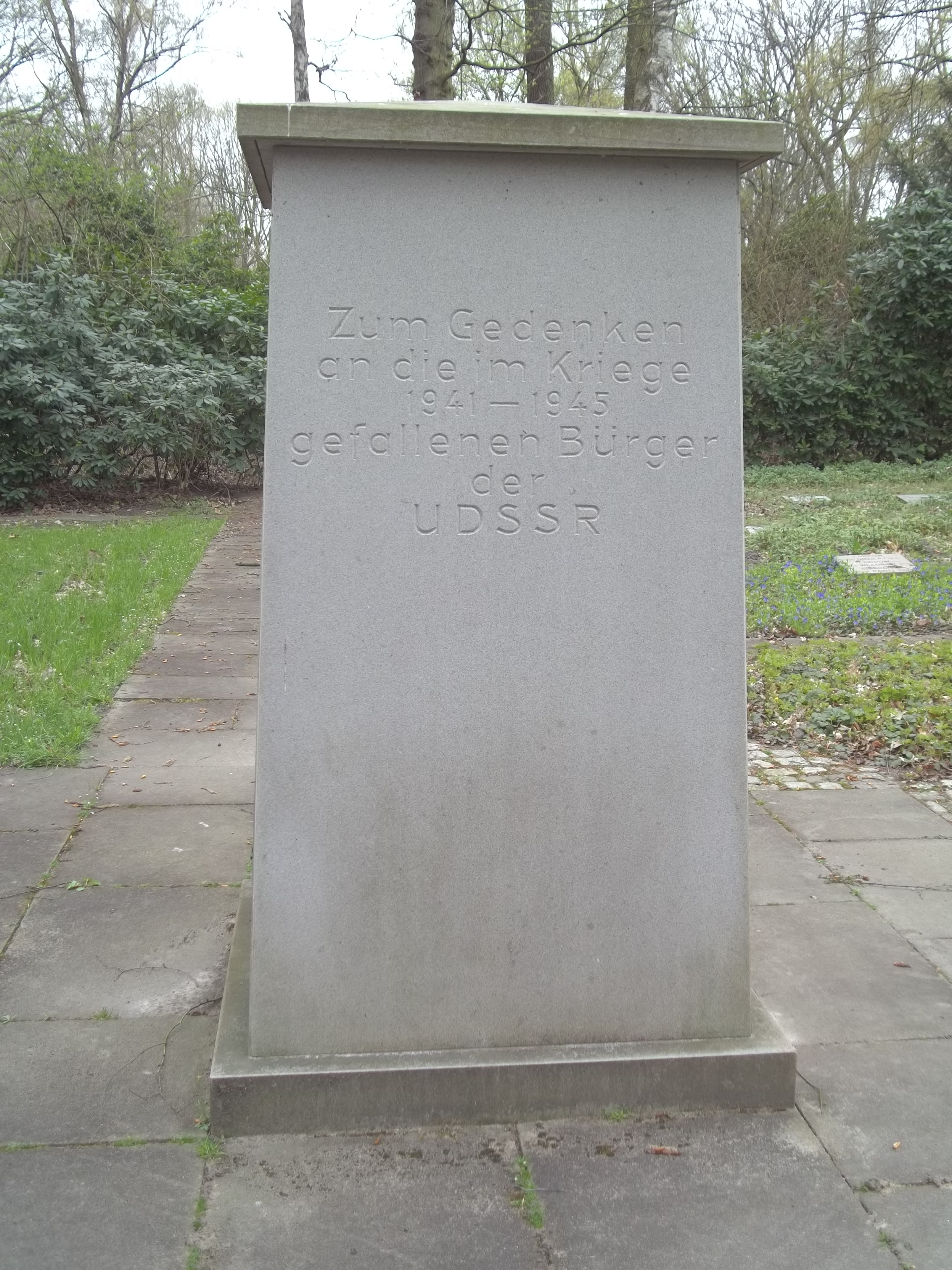
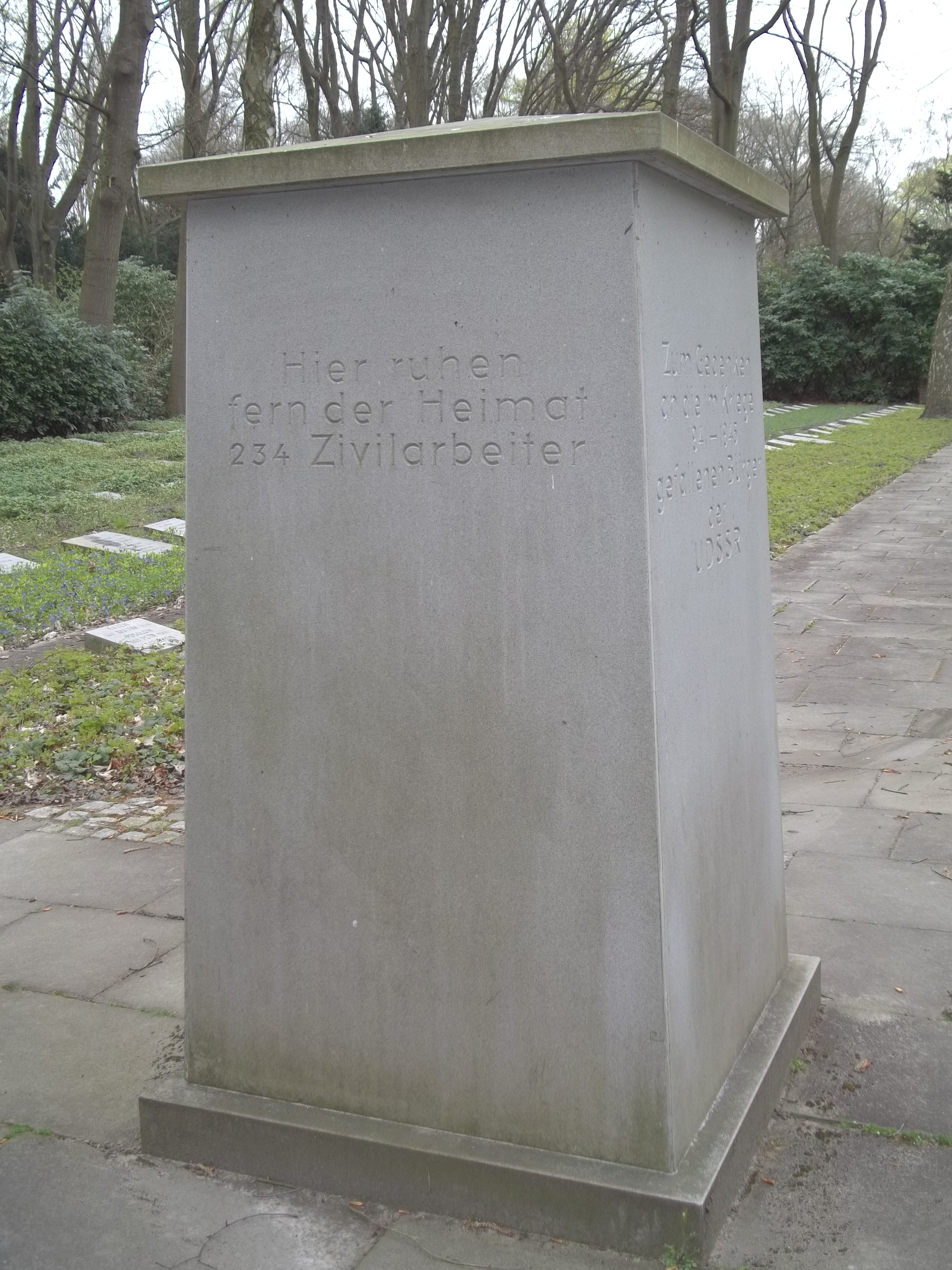

Gedenkstein (Lage) in Abteilung VI für die auf dem Waldfriedhof bestatteten, zwischen 1941 und 1945 „fern der Heimat“ gestorbenen 1031 Soldaten der Sowjet-Armee, die gefallenen Bürger der UdSSR und 241 hier beigesetzte Zivilarbeiter. Das im Juni 1949 erstmals aufgestellte, aus Sandstein in einer Quaderform geschaffene Ehrenmal wurde im Zuge der Erneuerung der Anlage in Abteilung VI 1995/1996 ausgetauscht. Dabei wurden die Inschriften beibelassen, von den Seiten her aber getauscht.

### Mahnmal für die Gefallenen der beiden Weltkriege

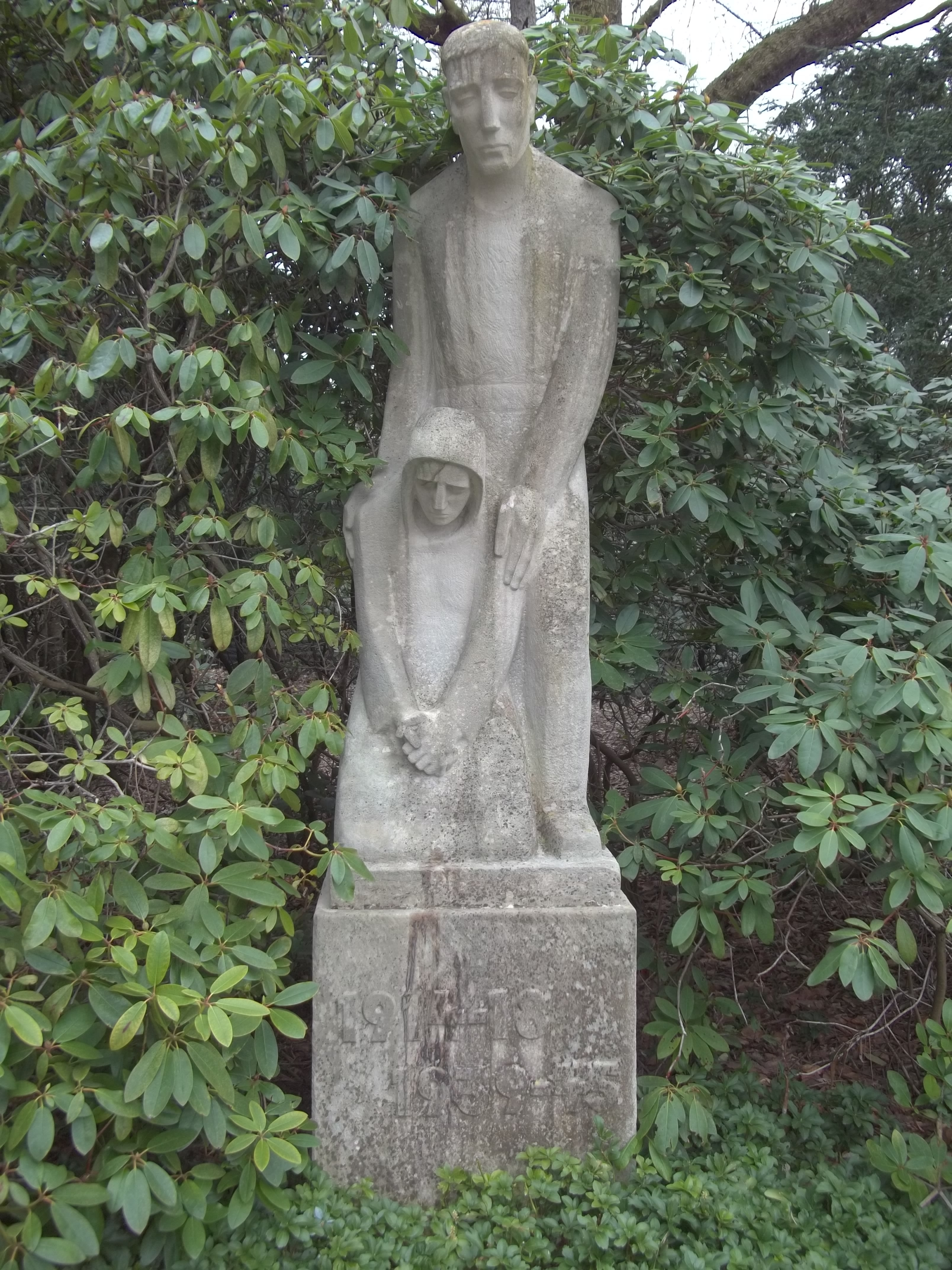
Mahnmal für die Gefallenen der beiden Weltkriege (2013)

Vis-à-vis der Trauerhalle und zur Rechten des Zugangs zum Ehrenfriedhof für die deutschen Soldaten steht das Mahnmal für die Gefallenen der beiden Weltkriege. (Lage) Die auf einem ein Meter hohen Sockel aufstehende, 2,20 Meter hohe Skulptur Die Klage schuf der Bildhauer Hubert Hartmann aus Thüster Muschelkalk. Enthüllt wurde sie am 18. November 1960. Im Vordergrund eine kniende Frau, die Trauernd ihre Hände im Schoß faltet und hinter ihr stehend ein Mann, der schützend seine Hände auf ihre Schulter legt.

## Verkehrsanbindung
Die VRR-Buslinien SB27 sowie zeitweise 312 und NE7 bedienen die Haltestelle Wanne Waldfriedhof. Diese liegt in unmittelbarer Nähe des Haupteingangs.
| Linie | Verlauf | Takt (Mo–Fr) | Betreiber |
| ----- | --- | ------------ | --------- |
| SB27  | Marl Mitte – Friedhof Alt-Marl – Herten-Langenbochum – Paschenberg – Über den Knöchel (Herten , 150 m) – Herten Mitte (Herten , 500 m) – Herten Rathaus (Herten , 300 m) – Herten-Süd – Bergbau Ewald 1/2 – Hertener Mark Tennisplatz – Wanne Waldfriedhof (– Hertener Mark Hohewardstraße) (einzelne Fahrten im Berufsverkehr) – Mondpalast – Wanne-Eickel Hbf | 30 min       | Vestische |
| 312   | (Wanne Waldfriedhof –) Herne Im Dannekamp – Wanne Markt – Mondpalast – Wanne-Eickel Hbf – Juliastraße/Großmarkt – Herne Bf – Herne Mitte – Kulturzentrum – Hölkeskampring – Marienhospital (→ Flottmann-Hallen) – Herne-Südpool (ab/bis Wanne Waldfriedhof nur samstags, sonn- und feiertags tagsüber)                                                          | 20 min       | HCR       |
| NE7   | Herten Mitte – Herten-Süd – Bergbau Ewald 1/2 – Hertener Mark Tennisplatz – Wanne Waldfriedhof – Mondpalast – Wanne-Eickel Hbf NachtExpress: In den Nächten von Freitag auf Samstag, Samstag auf Sonntag und vor Feiertagen | 60 min       | Vestische |